# Hulk Hogan
Hulk Hogan, pseudonimo di Terry Gene Bollea (Augusta, 11 agosto 1953 – Clearwater, 24 luglio 2025), è stato un wrestler e attore statunitense.
Soprannominato "The Incredible" e successivamente "The Immortal", è stato tra le superstar della World Wrestling Federation/Entertainment più riconosciute a livello mondiale, nonché una delle maggiori icone del wrestling di tutti i tempi.
Ha interpretato l'eroe statunitense nella World Wrestling Federation e "Hollywood" Hulk Hogan, il malvagio leader del New World Order nella World Championship Wrestling. Regolarmente nei main event dei pay-per-view in entrambe le federazioni, ha spesso chiuso WrestleMania (otto volte) e Starrcade (tre volte), i rispettivi principali eventi annuali della WWF e della WCW. È stato inserito nella WWE Hall of Fame il 2 aprile 2005, introdotto dall'amico Sylvester Stallone, e il 10 aprile 2021 come membro dell'nWo.
Hogan è stato dodici volte campione del mondo, avendo vinto sei volte il WWF World Heavyweight Championship e sei volte il WCW World Heavyweight Championship; ha anche detenuto una volta il WWE Tag Team Championship con Edge. Il suo primo regno da WCW World Heavyweight Champion, durato 469 giorni (dal 17 luglio 1994 al 29 ottobre 1995), è il più lungo nella storia del titolo. Ha anche vinto il Royal Rumble match (edizione 1990 e edizione 1991), diventando il primo wrestler a vincerne due consecutive. Il suo bilancio a WrestleMania è di dieci partecipazioni: 8 vittorie e 2 sconfitte. Vanta inoltre il miglior score positivo nella storia di SummerSlam: 6 vittorie a fronte di 0 sconfitte.
Ha detenuto il record per essere stato campione mondiale per più singoli anni consecutivi (3 regni, 7 anni e 11 mesi: 23 gennaio 1984-4 dicembre 1991). Dopo Bruno Sammartino e Bob Backlund, è il terzo wrestler di sempre con il maggior numero di giorni complessivi da WWE Champion (6 regni - 2185 giorni).
Nel corso degli anni diverse controversie hanno danneggiato la sua immagine pubblica. Nel 1994 ammise di aver fatto uso di steroidi anabolizzanti fin dal 1976. Nel 2012 la società Gawker Media pubblicò parti di un sex tape nel quale Hogan usava pesanti insulti razzisti. Hogan fece causa a Gawker, che fu ritenuta responsabile e successivamente dichiarò bancarotta, ma la reputazione di Hogan è stata descritta come "macchiata per sempre".

## Biografia
Terry Bollea era figlio di Ruth V. Moody Bollea (di origini italo-franco-panamensi) e di Pietro Bollea Jr., a sua volta figlio di Pietro Bollea Sr., un immigrato italiano nato nel 1886 a Cigliano in provincia di Vercelli.
Inizialmente si dedicò al baseball semi-professionistico e per dieci anni suonò anche in alcune rock band locali come i Ruckus. La carriera da wrestler iniziò quasi per caso: mentre si allenava in una palestra, venne notato dai wrestler Jack Brisco e suo fratello Gerald, che notarono il suo fisico e lo convinsero a iniziare una carriera nel wrestling. Bollea, fan di questa disciplina già da bambino ("idolatrava" Dusty Rhodes), accettò subito l'offerta. Fu in questo periodo che notò "Superstar" Billy Graham e cominciò ad ispirarsi al suo look. Si allenò per due anni sotto la guida di Hiro Matsuda. Durante la prima settimana di allenamento, Matsuda gli ruppe una gamba. Dopo 10 settimane di riabilitazione, tornò ad allenarsi con Matsuda e lo bloccò quando questi tentò di nuovo di rompergli la gamba.

## Carriera

### Primi anni (1977-1979)
Bollea combatté il suo primo incontro a Tallahassee, in Florida, il 10 agosto 1977 con il ring name The Super Destroyer. In quell'occasione affrontò Brian Blair in un match finito in pareggio. Lottò poi in altri match con lo pseudonimo The Super Destroyer, prima di prendersi un periodo di pausa dal ring per gestire l'Anchor Club, un club privato situato a Cocoa Beach, Florida, per conto di un uomo di nome Whitey Bridges. Alla fine, Whitey e Bollea divennero amici fidati, ed aprirono insieme una palestra; la Whitey and Terry's Olympic Gym.
Poco tempo dopo, l'amico Ed Leslie (il futuro Brutus Beefcake) giunse a Cocoa Beach per aiutare Bollea e Bridges con l'Anchor Club e la palestra. Nel tempo libero, entrambi si allenavano con i pesi. I due decisero di lottare in tag team come un coppia di fratelli, Terry & Ed Boulder, conosciuti come The Boulder Brothers e si trasferirono in Alabama. Dopo avere lottato un match nella Continental Wrestling Association di Memphis, Jerry Jarrett, il promotore della compagnia, approcciò i due ed offrì loro un contratto da 800 dollari a settimana, che era molto di più di quanto guadagnassero in Alabama. Accettarono l'offerta e si spostarono a Memphis.
Durante questo periodo a Memphis, Bollea apparve in un talk show sulla televisione locale, seduto vicino a Lou Ferrigno, star della serie televisiva The Incredible Hulk. Il conduttore commentò che Terry, 2.01 metri di altezza per 134 kg. con bicipiti da 61 centimetri di circonferenza, faceva sembrare "piccolo" "Hulk". Guardando lo show dietro le quinte, Mary Jarrett si accorse che effettivamente Bollea era più grosso di Ferrigno, che all'epoca era noto per i suoi muscoli possenti. Di conseguenza, egli iniziò a esibirsi come Terry "The Hulk" Boulder e qualche volta lottò con il ring name Sterling Golden.
Nei suoi primi anni di carriera conquistò i suoi primi titoli nella National Wrestling Alliance; nel maggio 1979 ottenne un match per l'NWA Worlds Heavyweight Championship, all'epoca il titolo di wrestling più importante del mondo. Il 1º dicembre 1979 vinse il suo primo titolo, l'NWA Southeastern Heavyweight Championship (Northern Division), riconosciuto in Alabama e Tennessee, quando sconfisse Bob Roop a Knoxville, Tennessee. Cedette la cintura a Bob Armstrong nel gennaio 1980. Lottò per breve tempo nella Georgia Championship Wrestling, nel periodo settembre-dicembre 1979, come Sterling Golden.

### World Wrestling Federation (1979-1981)

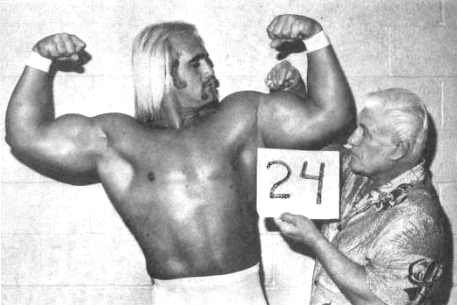
Hogan con il suo manager "Classy" Freddie Blassie

Alla fine del 1979, l'ex NWA World Heavyweight Champion Terry Funk presentò Bollea al proprietario della WWF Vincent J. McMahon, che rimase impressionato dal suo carisma e dal possente fisico. McMahon, che voleva usare un nome irlandese per il suo personaggio, gli diede il cognome Hogan, e voleva anche che si tingesse i capelli così da averli rossi. Bollea disse che stava già cominciando a perdere i capelli all'epoca e si rifiutò di tingerli, rispondendo semplicemente: «Sarò un irlandese biondo». Nel novembre 1979, Hogan passò quindi alla World Wrestling Federation, dove utilizzò il ring name "The Incredible" Hulk Hogan. Interpretando un personaggio heel, nella maggior parte degli incontri era accompagnato dal manager ed ex lottatore "Classy" Freddie Blassie.
Debuttò nella WWF in uno show ad Allentown in un match contro Harry Valdez. Un mese dopo, il 17 dicembre, fece il suo debutto nel tempio del wrestling, il Madison Square Garden, sconfiggendo Ted DiBiase. Sempre al Madison Square Garden sconfisse Tito Santana il 24 marzo 1980.
Lottò il suo primo match titolato per il WWF Heavyweight Championship contro il campione Bob Backlund il 12 aprile, dove Hogan vinse per count-out. Vi fu poi una rivincita titolata il 10 maggio, dove a vincere per count out fu invece Backlund. Il 26 luglio perde un match per squalifica contro André the Giant. Acquisì sempre più popolarità, disputando match sempre più prestigiosi, iniziando la sua prima grande faida contro André the Giant, che culminò in un match svoltosi allo Shea Stadium il 9 agosto 1980 all'evento Showdown at Shea. Il 23 agosto sconfisse Rene Goulet. Ebbe un altro match al Madison Square Garden contro André the Giant con arbitro speciale Gorilla Monsoon il 22 settembre, dal quale Hogan uscì sconfitto. La popolarità di Hogan raggiunse livelli mai visti prima, al punto che la star del cinema Sylvester Stallone gli offrì una parte nel film Rocky III. Tuttavia McMahon non gradì la cosa e lo licenziò.

### New Japan Pro-Wrestling (1980-1984)
Nei primi anni ottanta Hogan lottò in Giappone, e ottenne grandi successi soprattutto nella New Japan Pro-Wrestling. Venne chiamato dai fan giapponesi Ichiban, ossia "Numero Uno". In Giappone, Hogan cambiò il suo parco mosse, preferendo mosse tecniche alle mosse di potenza diffuse nel Nord America. Cambiò anche temporaneamente la sua mossa finale, adottando l'Axe Bomber a discapito del suo famoso Running Leg Drop.

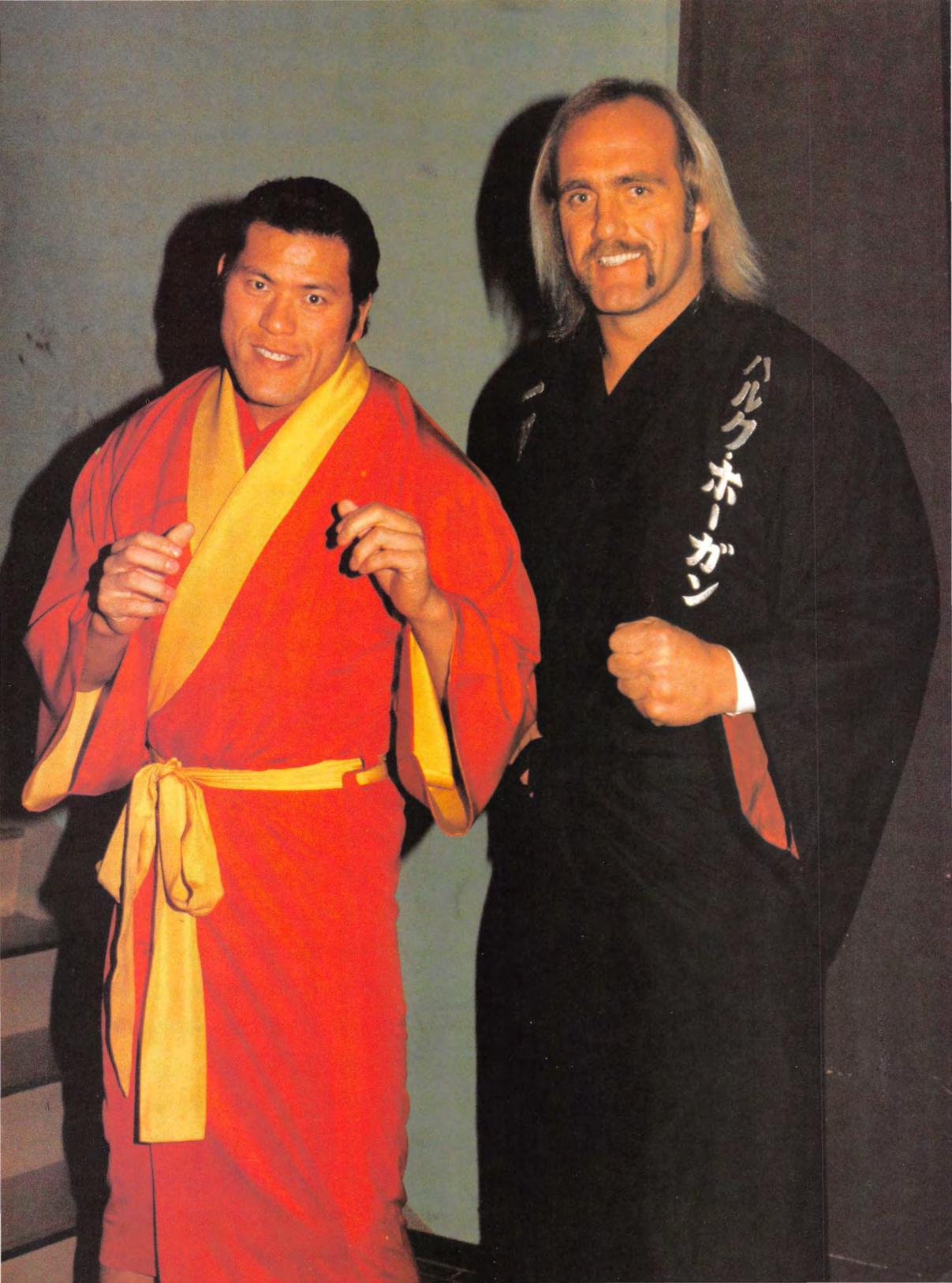
Antonio Inoki e Hogan nel 1982 in Giappone

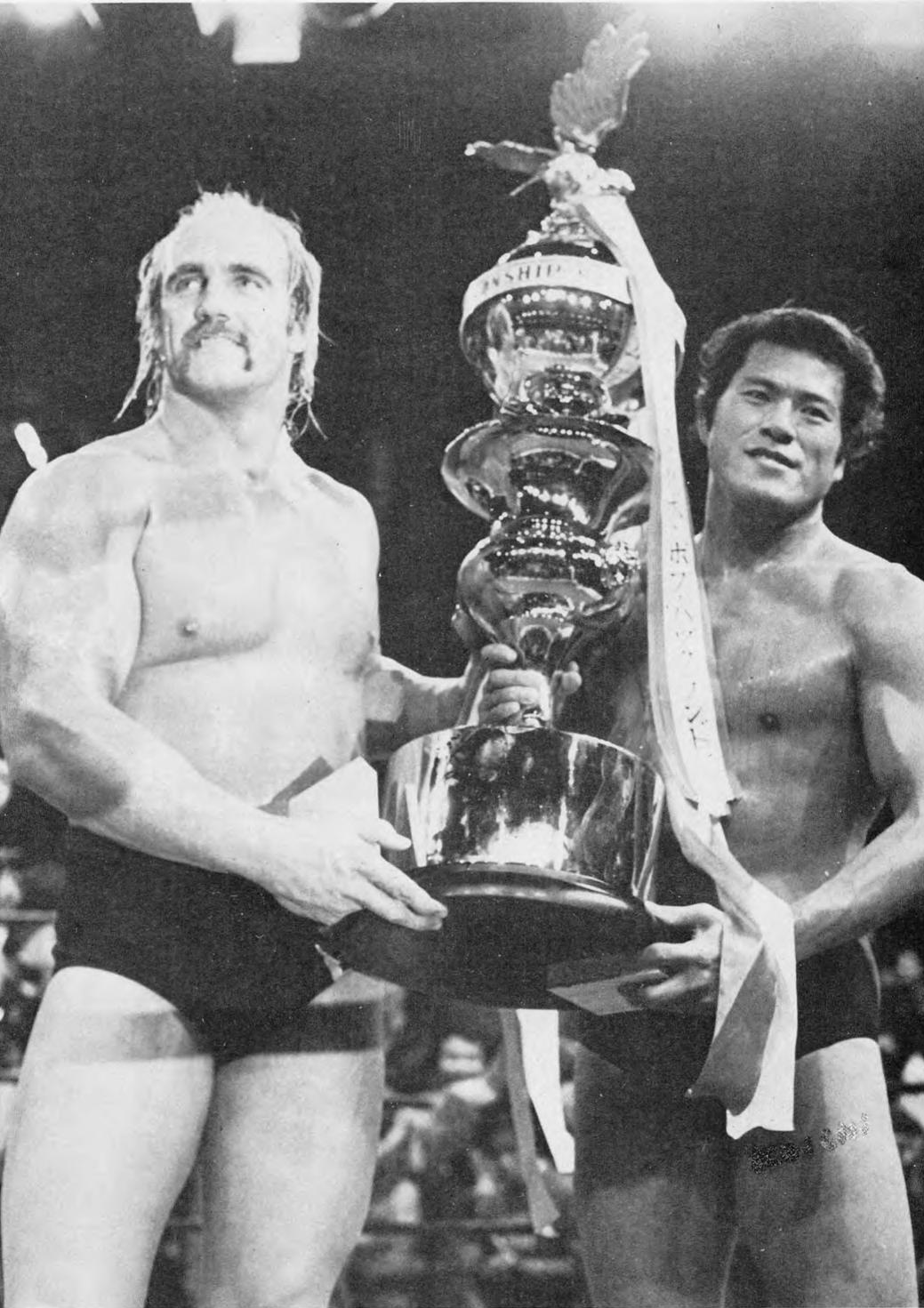
Inoki e Hogan con il trofeo della MGS Tag League nel 1982

Il 2 giugno 1983, Hogan vinse la prima edizione del torneo International Wrestling Grand Prix, conquistando la prima versione dell'IWGP Heavyweight Championship, sconfiggendo l'icona del wrestling giapponese Antonio Inoki per KO. Hogan e Inoki combatterono anche in coppia, vincendo la prestigiosa MGS Tag League per due anni di seguito, nel 1982 e nel 1983. Nel 1984 Hogan tornò nella NJPW per difendere il titolo IWGP contro Inoki che aveva vinto il torneo IWGP League, diventando il primo sfidante alla cintura. Hogan perse l'incontro e il titolo per conteggio fuori dal ring, a causa dell'interferenza di Riki Chōshū. Inoltre Hogan difese anche il suo WWF World Heavyweight Championship contro Seiji Sakaguchi e Tatsumi Fujinami, tra gli altri, fino alla conclusione del suo tour a Nagoya il 13 giugno, quando perse contro Inoki per count-out in un match valido per la prima versione dell'IWGP Heavyweight Championship.

### American Wrestling Association (1981-1983)
In seguito al licenziamento dalla WWF, Hogan tornò al wrestling nel 1981 entrando nella federazione del Minnesota, l'American Wrestling Association. Qui il pubblico iniziò ad amare il muscoloso e carismatico Hogan e presto i booker dell'AWA furono costretti a farlo passare tra i personaggi postivi.
Il proprietario della federazione, Verne Gagne, non gli diede però mai l'occasione di diventare campione; addirittura due match vinti da Hogan contro il campione Nick Bockwinkel per la cintura furono invalidati, facendo infuriare il pubblico.

### Ritorno in WWF (1983-1994)

#### Hulkamania (1983-1984)

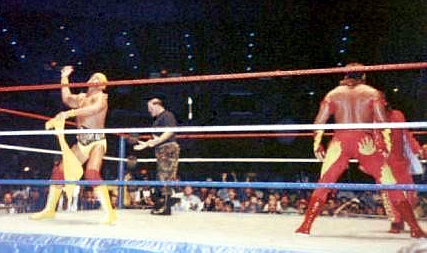
Hogan con il WWF World Heavyweight Championship insieme a Brutus Beefcake

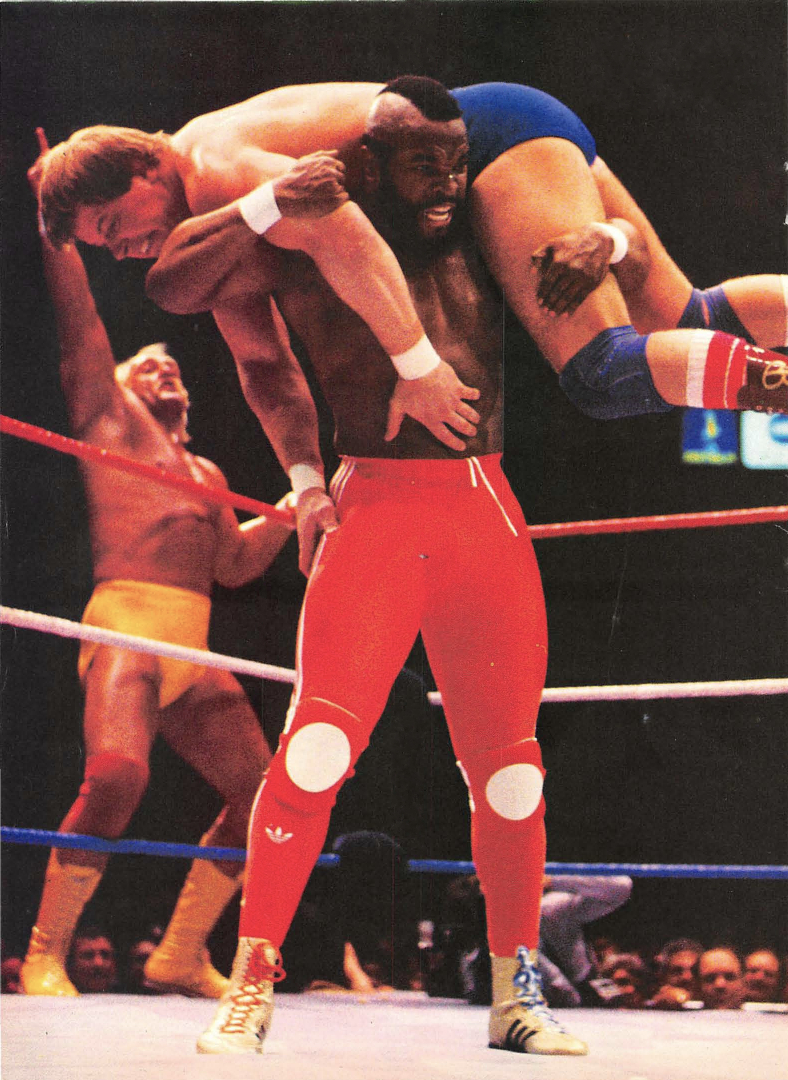
Hogan e Mr. T a WrestleMania nel 1985

Dopo aver comprato la World Wrestling Federation (WWF) da suo padre nel 1982, Vince McMahon rimise sotto contratto Hulk Hogan, con l'intenzione di renderlo l'attrazione principale della compagnia per il suo carisma e per la sua fama. Hogan ritornò alla WWF durante uno show il 3 gennaio 1984.
Meno di tre settimane dopo, il 23 gennaio, Hogan vinse il WWF World Heavyweight Championship sconfiggendo The Iron Sheik al Madison Square Garden di New York per pura casualità, poiché Bob Backlund era infortunato e non poté partecipare al match. Con questa vittoria, divenne il primo wrestler a uscire dalla camel clutch, la mossa finale di Sheik, e il primo WWF World Heavyweight Champion nato nel Sud degli Stati Uniti. Immediatamente dopo aver vinto il titolo, il commentatore Gorilla Monsoon dichiarò che "l'Hulkamania è qui!". Fu allora che iniziò l'Hulkamania, ossia il periodo in cui Hogan diventerà il più forte e famoso wrestler di tutti i tempi. Durante questo periodo il wrestling divenne sempre più popolare in tutto il Nord America e Hogan ne divenne il simbolo. Immediatamente dopo la vittoria del titolo, iniziò a chiamare i propri fan Hulkamaniacs nel corso delle interviste e introdusse i suoi tre "comandamenti": allenarsi, dire le preghiere, e prendere le vitamine. La tenuta da combattimento sul ring di Hogan acquisì i caratteristici colori giallo e rosso; la sua entrata prevedeva il rituale nel quale egli si strappava la maglia, si metteva in posa mostrando i muscoli, e accostava platealmente la mano all'orecchio per ascoltare il boato del pubblico festante. La maggior parte dei match di Hogan dell'epoca lo vedevano contrapposto a wrestler malvagi definiti "monster heel", spesso di grossa taglia, e seguivano un preciso copione che presto divenne una sorta di routine: Hogan attaccava l'avversario, ma quasi subito iniziava pesantemente a subirne i colpi, arrivando vicino alla sconfitta. Successivamente, facendosi forza grazie all'incitamento del pubblico, metteva in atto un processo di riscossa chiamato Hulking up. Egli puntava l'indice verso l'avversario (gesto che in seguito venne accompagnato da un forte "You!" da parte della folla), scuoteva le dita come per dire no, dava tre pugni al rivale, eseguiva un Irish whip, il big boot e concludeva il tutto con un running leg drop schienando poi l'avversario. Questa sequenza finale poteva occasionalmente subire modifiche a seconda dell'avversario o della storyline in corso; per esempio, contro lottatori "pesi massimi" come King Kong Bundy o André the Giant, la sequenza poteva includere anche una body slam.
Hogan partecipò successivamente a una Battle Royal di 18 uomini, con in palio 30 000 dollari, vinta da Big John Studd il 10 febbraio. Il 18 febbraio difese il suo titolo mondiale contro The Masked Superstar, vincendo per squalifica dell'avversario. Il 20 febbraio difese ancora il titolo, questa volta al Madison Square Garden contro Paul Orndorff, vincendo il match per count-out. Il 2 marzo mette il titolo in palio contro il gigante Big John Studd, in un match terminato in doppia squalifica.
Il 5 maggio lottò un match titolato contro l'ex campione Iron Sheik, terminato in parità per doppio count-out. Il 21 maggio sconfisse in un match titolato "Dr." David Schultz. Il 2 giugno sconfisse ancora Iron Sheik in un'altra difesa del titolo. Il 21 giugno sconfisse Rene Goulet. Hogan difende ancora il titolo mondiale sconfiggendo Paul Orndorff il 7 luglio. Il 15 luglio fa coppia con l'ex rivale André the Giant in un Handicap match contro Big John Studd, Adrian Adonis e Dick Murdoch, sconfiggendo il team rivale seppur in inferiorità numerica. Il 23 luglio sconfisse in un match titolato Greg Valentine. Il 28 luglio perse per squalifica un match contro Paul Orndorff, con il World Championship in palio, mantenendo comunque la cintura. Il 4 agosto sconfisse ancora Greg Valentine per il titolo.
Il 7 settembre difende il titolo sconfiggendo "Cowboy" Bob Orton. Il 22 settembre perde un match titolato contro Big John Studd per count-out. Il 22 ottobre, vi è una rivincita con una stipulazione speciale che imponeva un cambio di titolo anche in caso di sconfitta per count-out di Hogan; Hogan vince il match.
La rivalità con Big John Studd continua e Hogan deve sfidare ancora il suo avversario il 10 dicembre in una Bodyslam Challenge titolata, vincendo per count-out.
Nel 1984 le somiglianze tra il personaggio di Hogan e quello dell'Incredibile Hulk portarono a un accordo di quietanza tra Titan Sports, Marvel Comics e Hogan stesso, in base al quale la Marvel ottenne i marchi "Hulk Hogan", "Hulkster" e "Hulkamania" per 20 anni, e Titan si impegnò a non riferirsi più a lui come "incredibile" né semplicemente "Hulk" o a vestirlo di viola o verde. Successivamente, la Marvel ricevette anche lo 0,9% dei ricavi lordi dichiarabili derivanti dalla vendita di prodotti legati a Hogan, 100 dollari per ciascuno dei suoi incontri e il 10% della quota di Titan dei suoi altri guadagni con questo nome (o il 10% dei guadagni, se Titan non deteneva alcun interesse). Dopo il passaggio di Hogan alla stessa, l'accordo si estese alla WCW, la cui società madre Turner Broadcasting System si fuse con Time Warner nel 1996 e divenne una società affiliata alla rivale della Marvel, la DC Comics. Dato che Hogan era già a buon punto con la storyline del nWo utilizzando il nome "Hollywood Hogan" all'epoca, questo evitò alla Time Warner la situazione imbarazzante di dover pagare alla Marvel i diritti sul nome. In una storia a fumetti del 1988 apparsa su Marvel Comics Presents n. 45, un wrestler con le fattezze di Hogan viene lanciato attraverso il tetto di un'arena dall'incredibile Hulk, perché si era scelto il "nome sbagliato".

#### Notorietà internazionale (1984-1988)

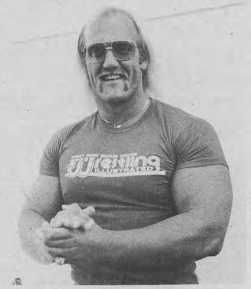
Hulk Hogan nel 1982 circa

L'anno successivo, il 16 febbraio, Hogan sconfisse in un match titolato Brutus Beefcake: uno dei suoi migliori amici fuori dal wrestling ed ex partner di Hogan nei suoi primi anni di carriera. Il 18 febbraio sconfisse per squalifica Roddy Piper in un match titolato al Madison Square Garden.
Hulk Hogan divenne il simbolo della WWF quando McMahon rivoluzionò il pro wrestling rendendolo ciò che definiva Rock N' Wrestling Connection. La vera e propria rivoluzione iniziò con una delle più grandi idee di McMahon, ovvero WrestleMania: nella sua prima edizione il 31 marzo 1985, Hogan sconfisse in coppia con il suo amico Mr. T i suoi arcirivali "Rowdy" Rody Piper e "Mr Wonderful" Paul Orndorff, con la partecipazione di Muhammad Ali in veste di aiutante dell'arbitro e special enforcer.
Hogan acquisì l'immagine di un vero e proprio supereroe nella vita reale, diventando amatissimo fra i più giovani. Hulk Hogan trasformò così un business violento in uno spettacolo adatto a persone di tutte le età. Il fenomeno dell'Hulkamania fu qualcosa di unico nel mondo del wrestling, e i gadget di Hogan venivano venduti in tutta la nazione. Hulk apparve nel The Tonight Show e co-presentò l'edizione di Saturday Night Live del 30 marzo 1985.
Il 22 aprile, Hogan fu sconfitto, ma solo per conteggio di 10 fuori dal ring, da Don Muraco in un match valevole per il suo titolo mondiale.
Il 10 maggio sconfisse Bob Orton per squalifica in un'altra difesa titolata. Il 18 maggio Hogan e Jimmy Snuka si allearono sconfiggendo per squalifica il team di Don Muraco e Bob Orton in un tag team match. Il 20 maggio Hogan difese ancora il suo titolo dall'assalto di Muraco, vincendo questa volta per squalifica. Il 25 maggio difese il titolo sconfiggendo Ken Patera.
Il 21 giugno sconfisse definitivamente per il titolo Don Muraco in uno Steel Cage Match al Madison Square Gaden. Il giorno dopo, difese ancora il titolo sconfiggendo Big John Studd per count-out. Il 29 giugno fece coppia con l'ex rivale Paul Orndorff sconfiggendo i rivali Bob Orton e Roddy Piper.
Il 7 settembre affrontò King Kong Bundy per il titolo mondiale, vincendo l'incontro per squalifica. Il 28 settembre sfidò e batté per la prima volta in un match titolato "Macho Man" Randy Savage. Il 3 ottobre sconfisse per il titolo Nikolai Volkoff in un Flag Match, coinvolgente le bandiere degli Stati Uniti d'America e dell'Unione Sovietica. Il 12 ottobre difese il suo titolo sconfiggendo King Kong Bundy.
Il 31 ottobre Hogan e André the Giant sconfissero Big John Studd e King Kong Bundy, entrambi guidati dal manager Bobby Heenan e quindi facenti parte della cosiddetta Heenan Family. Il 7 novembre Hogan mise in palio il suo titolo vincendo per squalifica contro "Rowdy" Roddy Piper in Pay-per-View a Wrestling Classic.
Il 7 dicembre difese il titolo battendo Terry Funk. Il 19 dicembre vinse ancora una rivincita titolata sempre contro Funk. Il 30 dicembre viene battuto per conteggio fuori dal ring da Randy Savage, mantenendo comunque il titolo di campione.
L'11 gennaio 1986, Hogan e André the Giant battono nuovamente la Heenan Family, questa volta composta da Studd, Bundy e Heenan in persona, in un Handicap match due contro tre. Il 27 gennaio Randy Savage sconfigge ancora Hulk Hogan per count-out, fallendo però nell'aggiudicarsi la cintura del campione californiano. L'8 febbraio Hogan difende ancora una volta il titolo vincendo per squalifica contro King Kong Bundy. Il 25 febbraio lo difende ancora con vittoria per squalifica ai danni di Don Muraco.
Il 17 febbraio vi è un Lumberjack match titolato al Madison Square Graden in cui Hogan batte in maniera netta Randy Savage.
L'8 marzo Hogan fa coppia con Junkyard Dog, un altro grande beniamino del pubblico, sconfiggendo i fratelli texani Terry e Hoss Funk (quest'ultimo meglio noto come Dory Funk Jr. al di fuori della WWF). Il 30 marzo Hogan e Ricky Steamboat sconfiggono il team heel composto da Don Muraco, Johnny Valiant e il manager Mr. Fuji.
Nel main event di WrestleMania 2, a Los Angeles, sconfigge King Kong Bundy per il titolo assoluto in uno steel cage match con arbitro speciale Robert Conrad, dopo che Bundy l'aveva infortunato rompendogli alcune costole (Kayfabe).
Il 22 aprile Hogan e Hillbilly Jim vincono per squalifica contro Big John Studd e King Kong Bundy. Il 1º maggio Hogan e Junkyard Dog sconfiggono ancora i fratelli Funk.
Il 24 maggio Hogan perde per count-out contro Randy Savage, riuscendo ancora una volta a salvare il titolo.
Il 24 giugno Hogan e Paul Orndorff vincono per squalifica contro Studd e Bundy. Il 27 giugno Hulk Hogan sconfigge Randy Savage in un altro match titolato. Il giorno dopo Hogan vince per squalifica in un match valevole per il titolo contro King Kong Bundy.
Il 26 luglio difende ancora il titolo sconfiggendo Adrian Adonis. Il 9 agosto il team di Hulk Hogan e George Steele detto "The Animal" trionfa su Randy Savage e Adonis.
Il 13 settembre torna a difendere il titolo contro Paul Orndorff, vincendo per squalifica. Il 20 settembre, Orndorff vince per squalifica una rivincita titolata. Il 22 settembre Hogan lotta sotto la maschera di "Hulk Machine" al fianco di Big Machine (Blackjack Mulligan) e Super Machine (Bill Eadie), sconfiggendo King Kong Bundy, Big John Studd e Bobby Heenan.
Il 18 ottobre sconfigge Orndorff per count-out in un match titolato.
Il 15 novembre vince l'ennesima difesa del titolo mondiale, questa volta contro Hercules Hernandez. Il 24 novembre Hogan e Roddy Piper si alleano sconfiggendo "King" Harley Race e Paul Orndorff.
Il 6 dicembre difende nuovamente il titolo sconfiggendo il gigante ugandese Kamala. Il 13 dicembre sconfigge, in uno Steel Cage match titolato, ancora Paul Orndorff. Il giorno dopo è la volta di una rivincita ancora nella gabbia dove Hogan riesce a prevalere nuovamente.
Il 26 dicembre difende il titolo con una vittoria per squalifica ai danni di Kamala.
Nel 1987, l'11 gennaio, difese il titolo sconfiggendo Kamala in uno Steel Cage match. Il 19 gennaio sconfigge ancora Kamala in un match senza squalifiche, valevole per il titolo mondiale. Il 14 febbraio vince per squalifica un altro match titolato contro Kamala, quest'ultimo guidato a bordo ring da The Great Wizard.
Il 21 febbraio partecipa a una Battle Royal vinta da Hercules, dove viene eliminato da André the Giant. Il 7 marzo, Hogan, Roddy Piper e Billy Jack Haynes sconfiggono Adrian Adonis, Hercules e Paul Orndorff in un tag match a eliminazione. Il 14 marzo Hogan e Piper sconfiggono Paul Orndorff e Kamala.

#### Rivalità con André the Giant

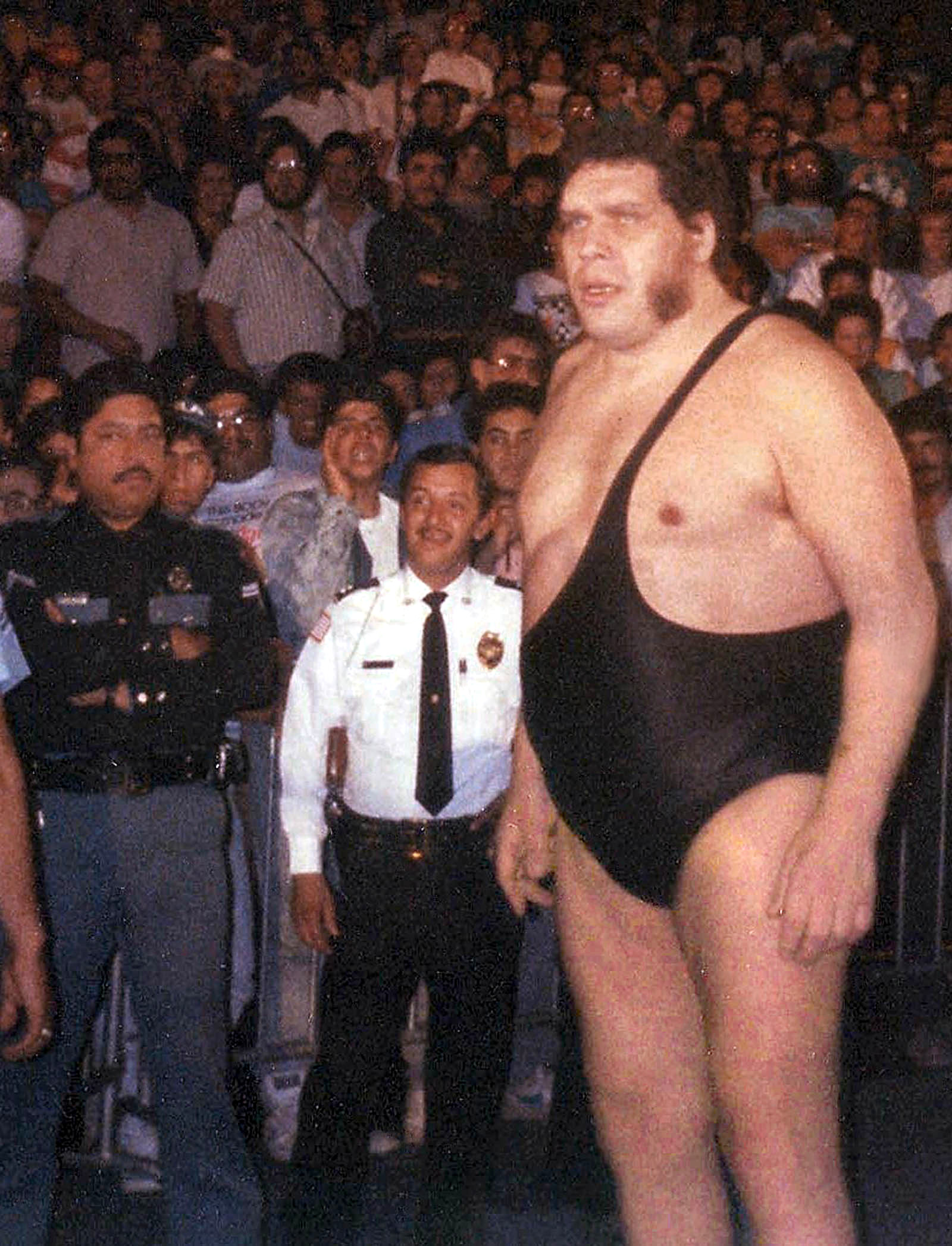
André the Giant sul finire degli anni ottanta

A WrestleMania III, Hogan affrontò nel main event André The Giant, che era stata la star principale del pro wrestling ed era rimasto imbattuto per due decenni. La faida iniziò ad inizio 1987: Hogan fu premiato con un trofeo speciale per i suoi tre anni consecutivi da WWF Champion, mentre poco dopo anche ad André fu dato un premio poiché era rimasto imbattuto in WWF per 15 anni. Il premio di André era però più piccolo di quello di Hogan e perciò il francese rifiutò di congratularsi con Hogan. Successivamente Bobby Heenan dichiarò di esser diventato il nuovo manager di André, che sfidava Hogan ad un match titolato a WrestleMania. Nella terza edizione di WrestleMania, Hogan difese con successo il WWF World Heavyweight Championship contro André the Giant; durante il match Hogan eseguì un bodyslam sul gigante di 520 libbre (235 kg) e vinse il match dopo aver eseguito uno scoop slam e un running leg drop.
Il 2 maggio Hogan difese il titolo sconfiggendo Harley Race. Una settimana dopo vinse anche la rivincita . Il 12 maggio difese ancora la cintura sconfiggendo Bob Orton. Il 18 maggio difende ancora il titolo mondiale con successo contro Harley Race. La faida con Race continua con un Texas Death match vinto da Hogan per il titolo il 6 giugno. Il 14 giugno Hogan mette ancora il suo titolo in palio in una rivincita con un altro Texas Death match dove Race viene ancora sconfitto. Il 20 giugno Hogan e Ken Patera vincono contro Harley Race e Hercules.
Il 28 agosto, Hogan sconfigge One Man Gang per il titolo dei pesi massimi. Il 12 settembre difende ancora il titolo battendo Killer Khan. Il 18 settembre batte ancora Killer Khan per il titolo. Il 21 settembre, in un altro match titolato, affronta One Man Gang in un pareggio per doppio count-out. Il 23 settembre Hogan sconfigge Sika degli Wild Samoans in un match titolato.
L'11 novembre Hogan perde un match titolato per count-out contro King Kong Bundy. Il 26 novembre alle Survivor Series 1987, il team di Hogan (composto da Hogan, Paul Orndorff, Bam Bam Bigelow, Don Muraco e Ken Patera) viene sconfitto dal team di heel formato da André the Giant, King Kong Bundy, "Ravishing" Rick Rude, One Man Gang e "The Natural" Butch Reed. André fu l'ultimo "sopravvissuto" del match eliminando Bigelow per ultimo.
Il 5 dicembre Hogan sconfisse One Man Gang per il titolo. Il 7 dicembre fece lo stesso contro King Kong Bundy.
Il 9 gennaio 1988, Hulk Hogan difese il titolo battendo Rick Rude. Il 25 gennaio Hogan e Bam Bam Bigelow sconfiggono "The Million Dollar Man" Ted DiBiase e la sua guardia del corpo Virgil in un tag team match.
Hogan rimase campione per quattro anni e tredici giorni; dopo il suo regno, nessun altro wrestler mantenne la cintura per così tanto tempo. Il 5 febbraio 1988, perse il titolo di fronte a 33 milioni di spettatori in un match controverso contro André the Giant a The Main Event grazie alla combutta fra "The Million Dollar Man" Ted DiBiase e l'arbitro dell'incontro Earl Hebner, che aveva segretamente sostituito nel match suo fratello gemello Dave Hebner, il vero arbitro. Dopo che André aveva eseguito un belly-to-belly suplex su Hogan, Hebner contò la vittoria di André benché la spalla sinistra di Hogan fosse chiaramente alzata. Dopo il match, André diede subito il titolo a DiBiase, ma i dirigenti della WWF decisero che ciò non era valido e dichiararono il titolo vacante per la prima volta nella storia.

#### Mega Powers e regni titolati (1988-1992)

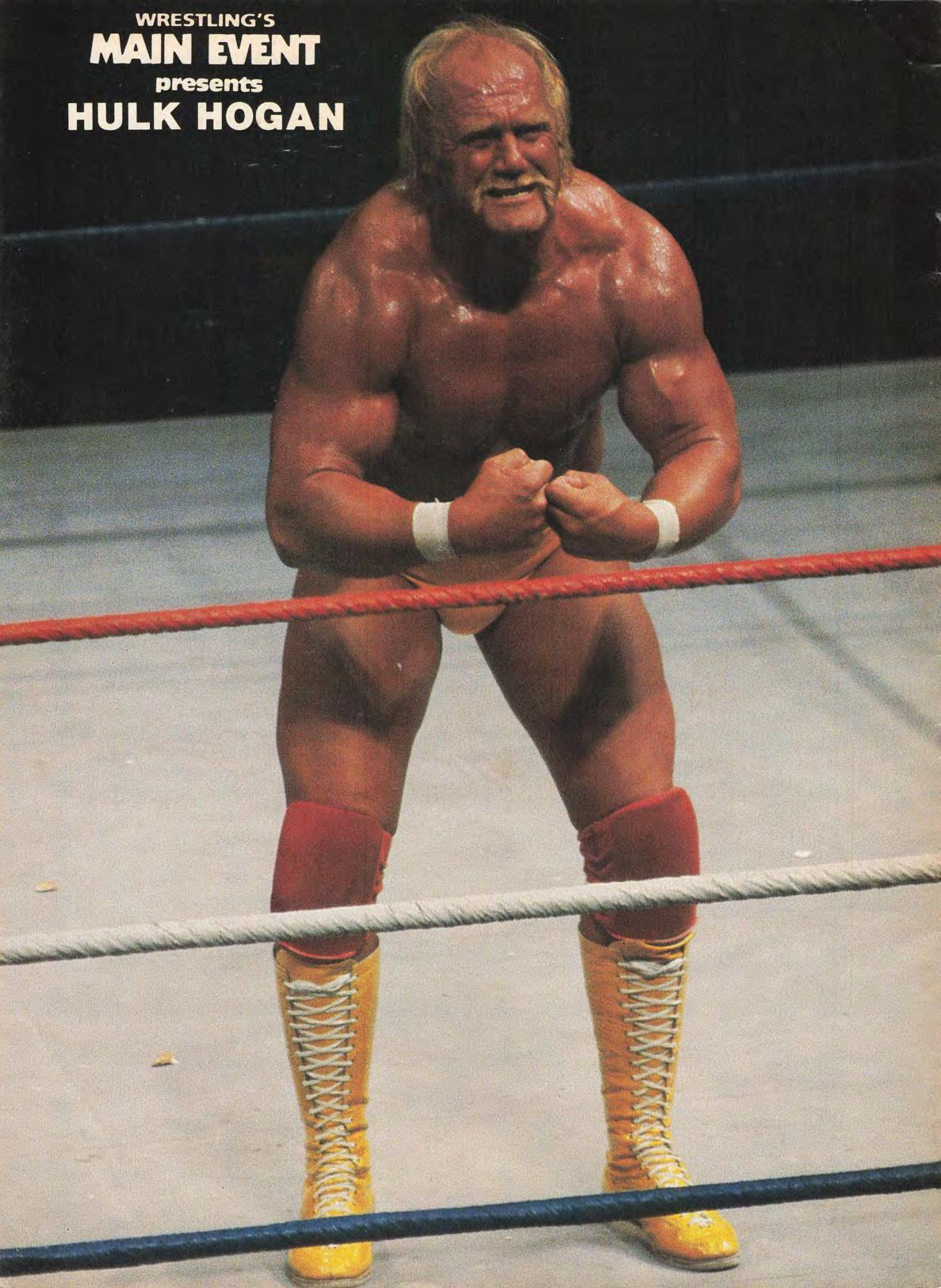
Hulk Hogan sul ring nel 1987

Questo evento portò ad un torneo disputatosi a WrestleMania IV valido per titolo, che venne vinto da "Macho Man" Randy Savage. Hogan, Savage e la sua manager Miss Elizabeth si allearono formando i Mega Powers. Savage ebbe un ruolo importante nello sviluppo del personaggio di Hogan. I Mega Powers, tuttavia, presto implosero a causa della gelosia di Savage e la sua paranoia sul fatto che Hulk ed Elizabeth fossero "più che amici". Iniziò, quindi, una faida fra Hogan e Savage, che culminò in un match fra i due valido per il titolo del mondo a WrestleMania V il 2 aprile 1989: Hogan vinse il match, diventando campione del mondo per la seconda volta.

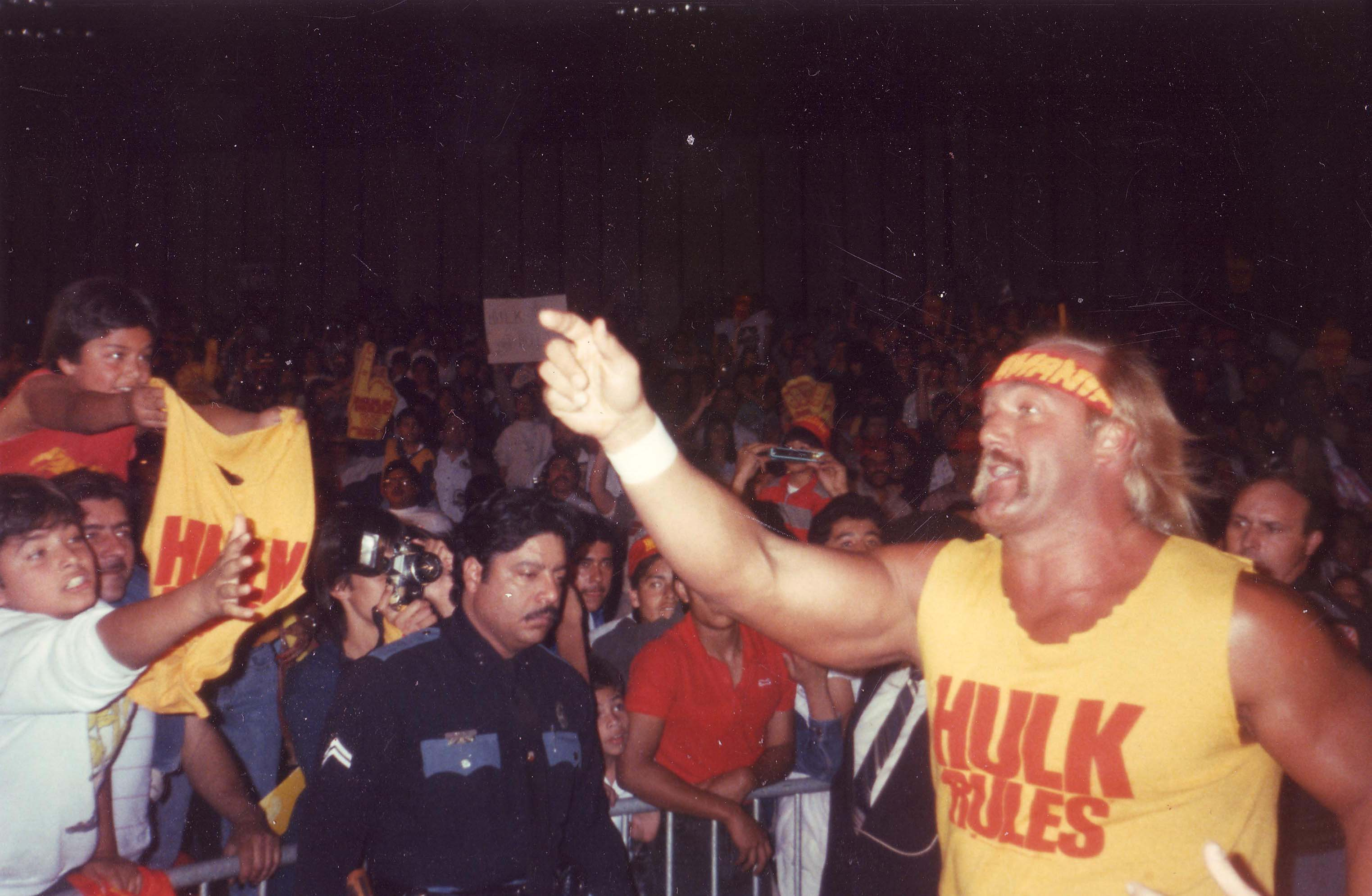
Hogan fa il suo ingresso sul ring il 7 marzo 1989 all'El Paso Civic Center durante WWF Superstars of Wrestling

Il secondo regno di Hogan durò un anno, durante il quale girò anche il suo primo film, Senza esclusione di colpi (No Holds Barred), ambientato proprio nel mondo del wrestling. Il film fu l'ispirazione della faida di Hogan con il suo antagonista del film, ossia Tiny Lister Jr., che cominciò a lottare nei ring della WWF col nome di "Zeus". Hogan e Zeus si affrontarono quindi in un match a SummerSlam. Successivamente Hogan sconfisse Zeus in una serie di match combattuti in giro per gli Stati Uniti.
Il 21 gennaio 1990, Hogan, durante il suo secondo regno, vinse il Royal Rumble match dell'omonimo pay-per-view. Perse il titolo, dopo quasi un anno esatto di regno, contro The Ultimate Warrior (detentore dell'Intercontinental Championship) il 1º aprile 1990 a WrestleMania VI. Fu la prima volta in oltre sette anni che Hogan aveva subito uno schienamento pulito. Questo match per il titolo era unico, poiché entrambi i wrestler erano face e alla conclusione del match Hogan si congratulò con Warrior e lo abbracciò.
Hogan presto fu coinvolto in una faida violenta contro il gigante Earthquake, che gli ruppe le costole nel maggio 1990. In televisione i telecronisti spiegarono che gli infortuni di Hogan e la sua sconfitta a WrestleMania VI contro Ultimate Warrior avevano leso così tanto il suo spirito combattivo da spingerlo a ritirarsi. Fu richiesto agli spettatori di scrivere lettere a Hogan per chiedere il suo ritorno (in cambio ricevevano una foto di Hogan autografata come ringraziamento). Hogan ritornò a SummerSlam e per diversi mesi dominò Earthquake in una serie di match. In questo periodo il nome di Hogan cambiò da "The Incredible Hulk Hogan" a "The Immortal Hulk Hogan".
Il 19 gennaio 1991, a Royal Rumble, Hogan vinse, per il secondo anno consecutivo, l'omonimo match. Il 24 marzo 1991, a WrestleMania VII, Hogan sconfisse il simpatizzante dell'Iraq, Sgt. Slaughter, conquistando il suo terzo WWF Championship. Il regno, però, durò soltanto pochi mesi: venne difatti sconfitto in maniera controversa da The Undertaker alle Survivor Series, in un match dove l'interferenza di Ric Flair ai danni di Hulk risultò decisiva. Sei giorni dopo, a Tuesday in Texas, Hogan rivinse il titolo, ma a causa del finale controverso del match il titolo fu dichiarato vacante.
Il titolo venne rimesso in palio nell'edizione della Royal Rumble del 1992 e Hogan partecipò al match, eliminando diversi avversari, ma fu eliminato quando erano rimasti solo in tre dal suo amico Sid Justice. Hogan fece quindi un annuncio shock: si sarebbe ritirato dal wrestling, non prima però di aver affrontato Sid a WrestleMania VIII il successivo 5 aprile. Hogan vinse il match per squalifica per poi mantenere la parola: infatti si ritirò dopo oltre dieci anni di attività.

#### Breve ritorno (1993-1994)
La decisione fu riconsiderata alcuni mesi dopo e Hogan tornò alla WWF il 4 aprile 1993 a WrestleMania IX: qui Hogan, che nel frattempo aveva formato una nuova stable con Brutus Beefcake come partner e Jimmy Hart come manager, chiamata MegaManiacs, affrontò i Money Inc. (Ted DiBiase e I.R.S) in un incontro valevole per i titoli Tag Team, vincendo solamente per squalifica. Più avanti, nella stessa serata, vinse il suo quinto WWF Championship in un match improvvisato contro Yokozuna, intervenendo subito dopo il main event di WrestleMania IX, dove il samoano aveva sconfitto Bret Hart. In seguito, Vince McMahon avrebbe voluto che Hogan perdesse il titolo contro Hart in un match da disputarsi nella prossima edizione di SummerSlam; Hogan, tuttavia, rifiutò di perdere in modo "pulito" contro Hart, perché non era convinto dell'idea di affrontare un face e, quindi, per non danneggiare la propria immagine, preferì cedere il titolo a un heel come Yokozuna, per poi lasciare la WWF subito dopo. Ciò avvenne al primo pay-per-view annuale del King of the Ring, il 13 giugno 1993, dove Hogan perse il WWF Championship contro Yokozuna nella sua prima difesa del titolo: nel corso del match Yokozuna uscì dallo schienamento dopo aver subito il leg drop di Hogan e il match si concluse quando un "fotografo giapponese" salì sull'apron ring e distrasse Hogan colpendolo alla faccia con una "palla di fuoco" dalla macchina fotografica, portandolo alla sconfitta. Dopo la vittoria, tra i fischi del pubblico nell'arena, Yokozuna continuò ad attaccare l'esanime Hogan, il quale, mentre il samoano festeggiava la vittoria, fu aiutato dai dirigenti della WWF a tornare nel backstage. L'Hulkamania aveva esalato il suo ultimo respiro: questa fu l'ultima apparizione di Hogan in WWF per dieci anni e sia Hogan che Jimmy Hart lasciarono la federazione.
Nel 1994, Hogan testimoniò nel corso del processo per doping contro la WWF e ammise di aver utilizzato regolarmente steroidi per 12 anni e che nella WWF se ne faceva largo uso. Dichiarò che aveva anche introdotto il proprietario della WWF Vince McMahon all'uso di steroidi durante le riprese di Senza esclusione di colpi. Entrambi avevano inviato steroidi del dottore della Pennsylvania George Zahorian alla sede della WWF via FedEx. Il wrestler, tuttavia, sostenne che McMahon era assolutamente contrario a questa pratica e che egli ricevette più volte da parte di McMahon il consiglio di smettere di far ricorso a sostanze dopanti. La sua testimonianza tenne McMahon lontano dalla prigione, ma colpì l'immagine pubblica sia di Hogan sia della WWF.
Hogan ha ribadito questi concetti in un'intervista concessa al giornale britannico The Sun, nel 2007, sull'onda del rinnovato interesse dei media verso l'abuso di sostanze dopanti nel mondo del wrestling alla luce della morte di Chris Benoit.

### World Championship Wrestling (1994-2000)

#### WCW World Heavyweight Champion (1994-1996)
Hogan vinse il suo primo WCW World Heavyweight Championship al suo match di debutto, sconfiggendo il campione Ric Flair in un match di alto profilo svoltosi il 17 luglio al pay-per-view Bash at the Beach. Hogan mantenne il titolo per diciotto mesi per poi perderlo contro The Giant a Halloween Havoc 1995. Dopo la sconfitta, Hogan iniziò ad apparire sempre più sporadicamente negli show WCW: la sua popolarità, infatti, non era la stessa che aveva in WWF, poiché i fan si erano ormai stancati di lui e della sua gimmick da eroe americano e dai soliti cliché, preferendo altresì wrestler più giovani e spettacolari come Chris Benoit ed Eddie Guerrero. Questo portò a uno dei momenti più scioccanti della storia del wrestling nell'estate del 1996.

#### New World Order (1996-1999)

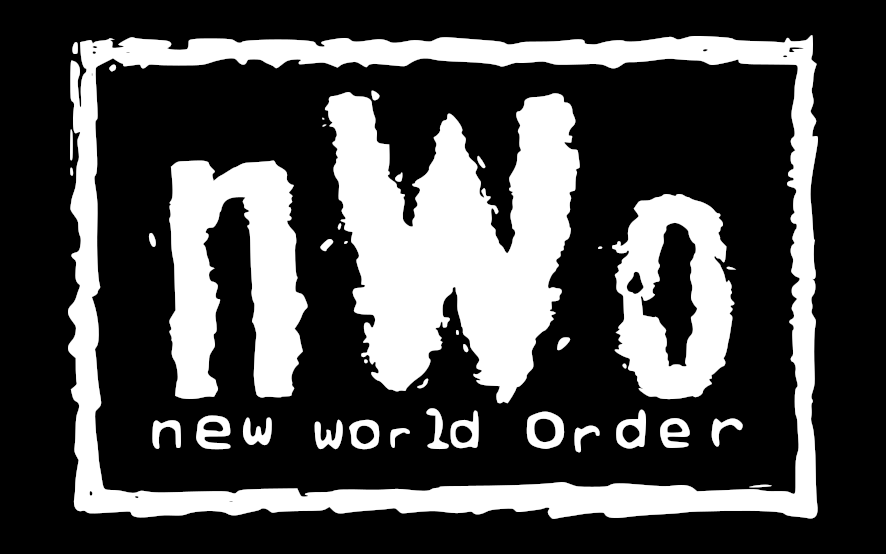
Logo del New World Order

Il 7 luglio 1996, durante un 6-Men Tag Team match a Bash at the Beach, Hulk Hogan intervenne in favore di Kevin Nash e Scott Hall, attaccando il suo ex-compagno in WWF Randy Savage, effettuando un turn-heel: per Hogan si trattava del primo turn heel dopo oltre 12 anni di carriera. Dopo l'incontro si rese protagonista di un promo infamante, in cui accusò i fan della WCW di non averlo mai apprezzato e sostenuto. Formò quindi un gruppo chiamato New World Order insieme a Kevin Nash e Scott Hall, e decise di cambiare totalmente il proprio look: si fece crescere una barba scura al posto dei classici baffi biondi, abbandonò il suo costume giallo e rosso per un vestito bianco e nero e si rinominò "Hollywood" Hulk Hogan (poi accorciato in Hollywood Hogan). Con questo turn-heel Hogan rivitalizzò completamente la sua carriera: come leader dell'nWo, infatti, trovò sempre più spazio negli show della WCW, fino a diventarne il wrestler di punta; inoltre, in questo periodo la WCW superò la WWF nella Monday Night War e divenne la federazione di wrestling più importante del pianeta.

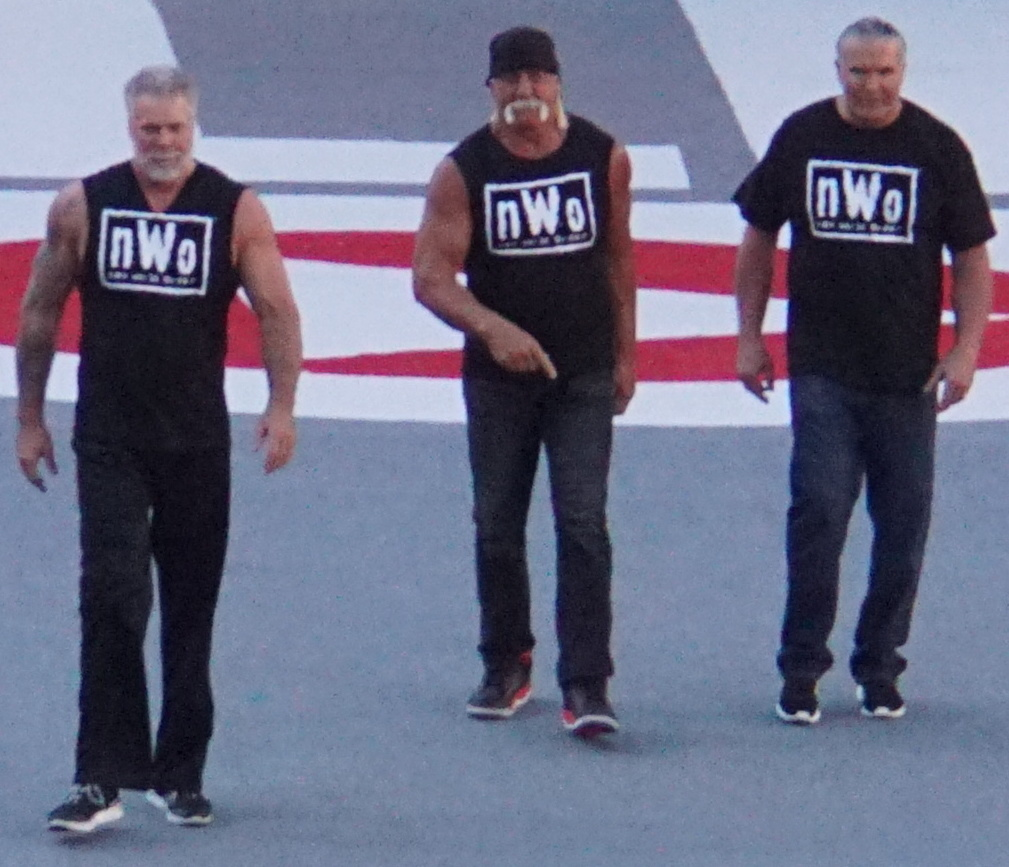
I membri originali del nWo: Nash, Hogan e Hall

Hogan vinse il WCW World Heavyweight Championship nell'agosto del 1996. Scrisse con uno spray nero "nWo" sulla cintura e cominciò a chiamare il titolo appena conquistato "nWo title", facendo lo stesso anche negli altri regni da campione militando nell'nWo. Il suo regno continuò ininterrottamente fino al 4 agosto 1997, quando il titolo fu conquistato da Lex Luger, ma cinque giorni dopo Hogan riconquistò il WCW World Heavyweight Championship e lo perse il 28 dicembre 1997 contro Sting in un match a Starrcade 1997. Durante il match il nuovo arrivato Bret Hart accusò l'arbitro di aver contato la vittoria di Hogan troppo velocemente e l'incontro ricominciò con Hart come arbitro. Sting avrebbe quindi vinto per sottomissione. Dopo la rivincita della notte successiva, in cui Hogan rivinse il titolo in maniera controversa, il WCW World Heavyweight Championship fu dichiarato vacante e il regno di Hogan non fu riconosciuto. Sting riconquisterà poi il titolo contro lo stesso Hogan a SuperBrawl VIII.
Hogan sviluppò poi una rivalità con l'ex amico (e nuovo membro dell'nWo) Randy Savage, che gli aveva impedito di riconquistare il titolo a SuperBrawl colpendolo con una bomboletta spray. Tutto questo culminò in uno Steel Cage match fra i due che finì in no contest. Nel mese di aprile Savage vinse il WCW World Heavyweight Championship da Sting e fu successivamente sfidato da Hogan in un no disqualification match. In questo incontro però Kevin Nash eseguì una powerbomb su Hogan dopo che quest'ultimo l'aveva attaccato precedentemente. Se questo sancì la rottura dell'nWo originale, non permise però a Savage di conservare il titolo: Bret Hart infatti effettuò un turn heel e neutralizzò Nash, corso in aiuto di Savage, permettendo a Hogan di rivincere il titolo del mondo. Hogan difese il titolo fino al luglio di quell'anno, quando la WCW lo mise contro lo U.S Champion e astro nascente Bill Goldberg, imbattuto fino ad allora in WCW. Dopo un'interferenza di Curt Hennig che fu poi ostacolato da Karl Malone a bordo ring, Goldberg riuscì a eseguire una spear e poi un Jackhammer su un Hogan distratto, schienandolo per conquistare il suo primo e unico WCW World Heavyweight Championship.
Hogan passò il resto del 1998 combattendo incontri contro celebrità, come Dennis Rodman e Jay Leno. Nello stesso periodo ebbe anche una rivincita contro Warrior (The Ultimate Warrior), da poco approdato in WCW, che riuscirà a vincere grazie ad aiuti esterni.
Nella puntata del Giorno del Ringraziamento del The Tonight Show with Jay Leno, Hogan annunciò il suo ritiro dal pro wrestling e la sua candidatura a Presidente degli Stati Uniti. Fu messa in onda durante una puntata di Nitro anche una conferenza fra Hogan ed Eric Bischoff circa la candidatura. Col passare del tempo, però, entrambi gli annunci si rivelarono falsi ed erano stati fatti meramente per fini pubblicitari cercando di ripetere la stessa impresa di Jesse Ventura che era riuscito a farsi eleggere governatore del Minnesota.
Dopo un periodo di pausa dalla WCW, un Hogan ancora "ritirato" tornò a Nitro per sfidare Kevin Nash per il titolo del mondo; riconquistò in modo controverso il titolo: Nash si fece schienare di proposito e questa vittoria riunì le due fazioni dell'nWo – nWo Hollywood e nWo Wolfpac – in una sola, rinominata "nWo Elite Wolfpac", che iniziò una faida con Goldberg e i Four Horsemen. La stable continuò fino all'estate del 1999, per poi sfaldarsi gradualmente: la WCW andò in crisi alle soglie del terzo millennio anche perché il pubblico cominciava a stufarsi dell'nWo, idea originale all'inizio, ma ormai sfruttata al massimo. Hogan perderà il WCW World Heavyweight Championship contro Ric Flair in uno Steel Cage First Blood match, dove un Flair sanguinante vinse per schienamento grazie a un arbitraggio nettamente a suo favore. Durante quel match, comunque, Hogan incominciò a mostrare segni di un imminente turn face, mostrando alcune vecchie tattiche come il suo "Hulking up". Il 12 luglio Hogan fece il suo grande ritorno come face e accettò un match contro Savage, che aveva conquistato il titolo del mondo la notte prima a Bash at the Beach. Grazie a un'interferenza di Nash, che aveva perso il titolo contro Savage, Hogan divenne di nuovo campione.

#### Conflitti con Vince Russo e fallimento della WCW (1999-2001)

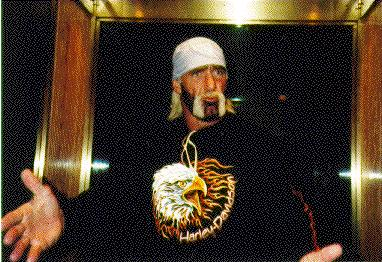
Hogan nel 2000

Il 9 agosto 1999 Hogan si presentò a Nitro col tipico vestito bianco e nero, ma dopo un segmento con suo figlio si presentò sul ring in giallo e rosso, sancendo definitivamente il ritorno alla gimmick dell'Hulkster che lo rese celebre negli anni ottanta. Alcuni infortuni e altri problemi personali costrinsero Hogan a una pausa dall'ottobre 1999 al febbraio 2000. Nel suo libro Hollywood Hulk Hogan disse che gli fu richiesto di prendersi una pausa dal nuovo dirigente della WCW Vince Russo e non gli fu detto quando sarebbe tornato, ma accettò questa proposta nonostante qualche dubbio. Il 24 ottobre Hogan avrebbe dovuto sfidare Sting per il WCW World Heavyweight Championship, ma si presentò sul ring in abiti civili, si stese per terra per lo schienamento e lasciò il ring.
Al suo ritorno, nel febbraio 2000, Hogan era ancora una delle stelle principali della WCW: rimase coinvolto nella faida tra il New Blood e il Billionaire Club, schierandosi con questi ultimi: in questo periodo si scontrò più volte con Billy Kidman in quello che sarà votato come il peggior feud dell'anno 2000 dalla stampa specializzata. A Bash at the Beach dello stesso anno fu coinvolto in un controverso segmento con Russo. Hogan doveva affrontare Jeff Jarrett per il WCW World Heavyweight Championship. Prima del match c'era stata una disputa fra Hogan e Russo. Il match che doveva contrapporre Hogan e Jeff Jarrett, si rivelò una farsa, poiché Jarrett, su ordine preciso di Russo, si stese a terra, permettendo a Hogan di schienarlo facilmente. Russo poi offese apertamente Hogan, accusandolo di fronte a milioni di spettatori di usare in modo ricattatorio e intransigente il "potere" contrattuale e l'autorità di cui godeva nel backstage, ovvero dietro le telecamere, sia per proteggere gli "amici" sia per avere ancor più peso nelle decisioni della federazione. La vittoria del titolo di Hulk viene invalidata da Russo quella stessa sera e fu creato un nuovo WCW World Heavyweight Championship, messo in palio nella stessa sera in un match fra Booker T e Jeff Jarrett. Quello fu l'ultimo match di Hulk Hogan nella WCW.
Dal luglio 2000 al novembre 2001 Hogan era lontano dalle luci dei riflettori. Attraversò infatti un periodo di depressione dopo l'incidente con Russo, chiedendosi se quello che aveva detto Russo su di lui potesse essere vero. Hogan attraversò anche la morte del padre, avvenuta nel dicembre 2001, che peggiorò il suo stato depressivo.
Nei mesi dopo il fallimento della WCW nel marzo 2001, Hogan subì un intervento alle ginocchia per tornare a lottare: l'operazione ebbe buoni esiti, nonostante lo costringerà a esibirsi con un vistoso tutore al ginocchio sinistro per il resto della carriera. Come test, lottò in un match a Orlando in Florida per la X Wrestling Federation, federazione del suo amico Jimmy Hart. Hogan sconfisse Curt Hennig in questo match e si sentì pronto ad accettare un'offerta della WWF per un suo ritorno nel febbraio 2002.

### Secondo ritorno in WWE (2002-2003)

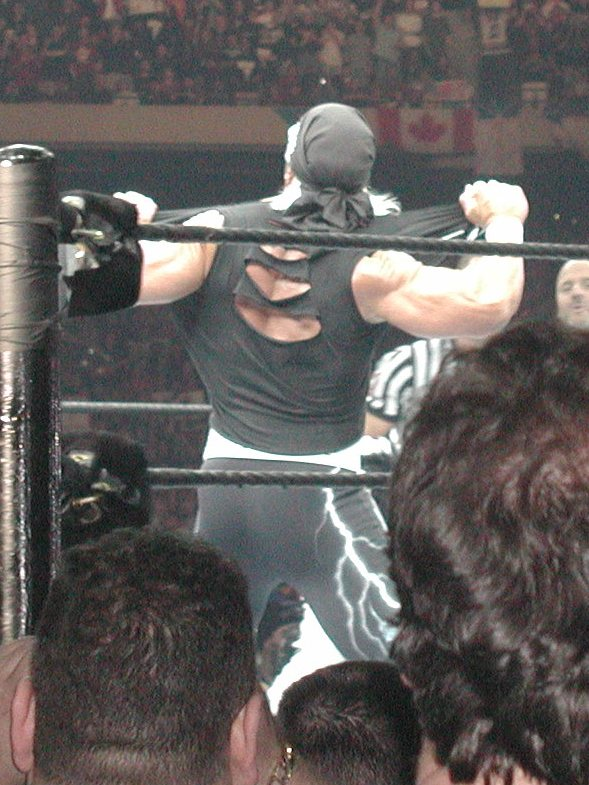
"Hollywood" Hulk Hogan a WrestleMania X8 nel 2002

Il 17 febbraio 2002 a No Way Out, Hogan ritornò alla federazione che ne aveva fatto un'icona della cultura pop. Ritornato come leader dell'originale nWo con Scott Hall e Kevin Nash, ebbe quella sera stessa un diverbio con The Rock e costò a Stone Cold il suo match per il WWF Championship contro Chris Jericho nel main event. L'nWo ebbe una faida sia con Austin sia con The Rock, e, sebbene l'obiettivo principale fosse Austin, Hogan accettò di sfidare The Rock in un dream match a WrestleMania X8, mentre Hall e Nash si sarebbero occupati di Austin. Hogan chiese a Hall e Nash di non interferire nel suo match, volendo sconfiggere The Rock da solo. Il pubblico si schierò sorprendentemente dalla parte di Hogan durante tutto il match, causandone un turn face. The Rock vinse in modo pulito l'incontro ma a fine match si abbracciò con Hogan e lo difese dall'assalto di Hall e Nash, contrari all'atteggiamento conciliatorio di Hogan. Dopo il match Hogan era di nuovo un face definito: continuò a vestire in bianco e nero per alcune settimane dopo WrestleMania X8 per poi tornare definitivamente al tradizionale vestito giallorosso. Si fece ancora chiamare Hollywood Hulk Hogan, mantenendo la barba nera e i baffi biondi insieme al giallorosso dell'Hulkamania. Nell'aprile 2002 si laureò Undisputed WWF Champion sconfiggendo Triple H a Backlash. Il regno di campione durò appena un mese: dopo aver difeso il titolo contro Chris Jericho a SmackDown e contro lo storico rivale Ric Flair a Raw, lo perse contro The Undertaker a Judgment Day 2002.

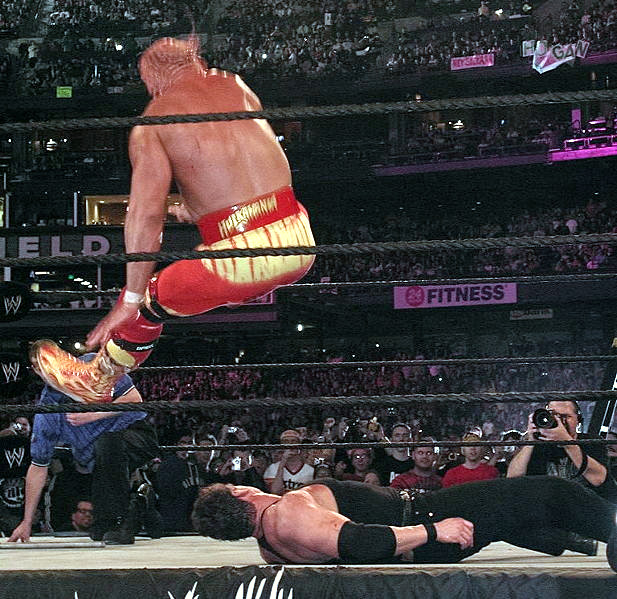
Hogan mentre esegue il running leg drop su Vince McMahon a WrestleMania XIX

Durante il suo periodo da campione la federazione cambierà nome in WWE, dopo una causa con il World Wide Fund for Nature. Nella puntata di SmackDown del 4 luglio, Hogan in coppia con Edge sconfisse Billy e Chuck conquistando il World Tag Team Championship per la prima volta. Questa fu l'unica volta in cui Hogan vinse una cintura che non fosse il titolo più importante della federazione. Hogan ed Edge festeggiarono sventolando la bandiera americana mentre il pubblico festante cantava la musica d'ingresso di Hogan Real American. Successivamente persero i titoli contro Christian e Lance Storm a Vengeance 2002. Durante un match con Brock Lesnar, che vide quest'ultimo sconfiggere Hogan nell'agosto 2002, Hulk riportò un nuovo infortunio alla schiena che lo tenne fuori dal ring per diversi mesi. Tornò all'inizio del 2003 per affrontare una seconda volta The Rock a No Way Out uscendone nuovamente sconfitto, e sconfisse il padrone della WWE Vince McMahon a WrestleMania XIX. Durante questo periodo abbandonò definitivamente il soprannome "Hollywood" e si tagliò la barba nera.
Successivamente lottò come Mr. America, parodia del supereroe mascherato Capitan America, che in teoria avrebbe dovuto avere un'identità misteriosa. Usò come musica d'ingresso Real American e usò tutti i gesti, mosse e frasi tipici di Hogan. Era il protagonista di una storyline secondo la quale Hollywood Hulk Hogan era stato costretto a non lottare per tutto il resto del contratto; dopo la vittoria a WrestleMania XIX, McMahon era arrabbiato con lui e voleva distruggere definitivamente l'Hulkamania. Dopo WrestleMania furono mandati dei promo riguardanti l'imminente debutto di Mr. America durante diverse edizioni di SmackDown. Quando debuttò il 1º maggio fu subito accusato da McMahon di essere Hulk Hogan, ma negò tutte le accuse. La faida continuò per tutto il mese di maggio, con un match singolo fra Mr. America e il vecchio rivale Roddy Piper a Judgment Day. McMahon tentò disperatamente di provare che Mr. America era Hogan ma fallì tutti i tentativi. Mr. America passò persino il test della macchina della verità.
L'ultima apparizione di Mr. America in WWE fu nella puntata di SmackDown del 26 giugno. Big Show, Shelton Benjamin e Charlie Haas sconfissero il team formato da Brock Lesnar, Kurt Angle e Mr. America in un six-man tag team match quando Show schienò Mr. America. Dopo che le telecamere si spensero, Mr. America si smascherò mostrando ai fan che in realtà era Hulk Hogan, mettendo un dito sulle sue labbra facendo intendere ai fan di mantenere il segreto. La settimana successiva Hogan lasciò la WWE a causa di contrasti con alcuni dirigenti della federazione. Nell'edizione di SmackDown del 3 luglio Vince McMahon mostrò le immagini di Mr. America smascherato e lo "licenziò", sebbene Hogan aveva in realtà già lasciato la federazione.
Per diversi mesi la WWE pubblicizzò Big Show come l'uomo che aveva costretto Hogan al ritiro, per dare più credibilità a Big Show. Ironicamente, Big Show era stato scoperto da Hogan stesso e divenne famoso proprio come sfidante di Hogan durante il suo regno come WCW World Heavyweight Champion nel 1995. La gimmick di Mr. America fu messa sotto accusa dalla Marvel Comics, che l'accusò di essere una copia di Capitan America, citando la somiglianza del costume. Anche la stella sul costume era tipica del vestito del noto supereroe. Questo aveva gettato ancora più benzina del fuoco sull'utilizzo del nome Hulk Hogan, a causa della proprietà della Marvel del personaggio dell'Incredibile Hulk. A causa di questi problemi la WWE dovette modificare tutti i riferimenti al nome "Hulk Hogan", incluse immagini di Hogan che indossavano vestiti con la scritta "Hulk" e iniziò a riferirsi a Hogan col nome usato in WCW, vale a dire "Hollywood Hogan". Fu poi rivelato che Hogan non era felice per i guadagni dei suoi match dopo il ritorno come Mr. America. Vince McMahon decise di terminare il suo contratto e quest'ultimo lasciò la federazione.

### Secondo ritorno nella NJPW (2003)
Mesi dopo aver lasciato la WWE lottò un match nella New Japan Pro-Wrestling sconfiggendo Masahiro Chono a Ultimate Crush II, un evento che combinava match di wrestling con quelli di arti marziali miste. Successivamente fu contattato dalla Total Nonstop Action Wrestling per partecipare a Bound for Glory, un evento in pay per view di tre ore ad ottobre che sarebbe divenuto l'evento più importante dell'anno. Hogan fu colpito da Jeff Jarrett con la sua chitarra durante uno show in Giappone per pubblicizzare la storyline, ma poi i piani saltarono a causa dei problemi al ginocchio che avrebbero avuto bisogno di un intervento che gli avrebbe impedito di partecipare. L'angle della rottura della chitarra di Jarrett sulla testa di Hogan fu poi usato con frequenza nella TNA.

### Terzo ritorno in WWE (2005-2008)

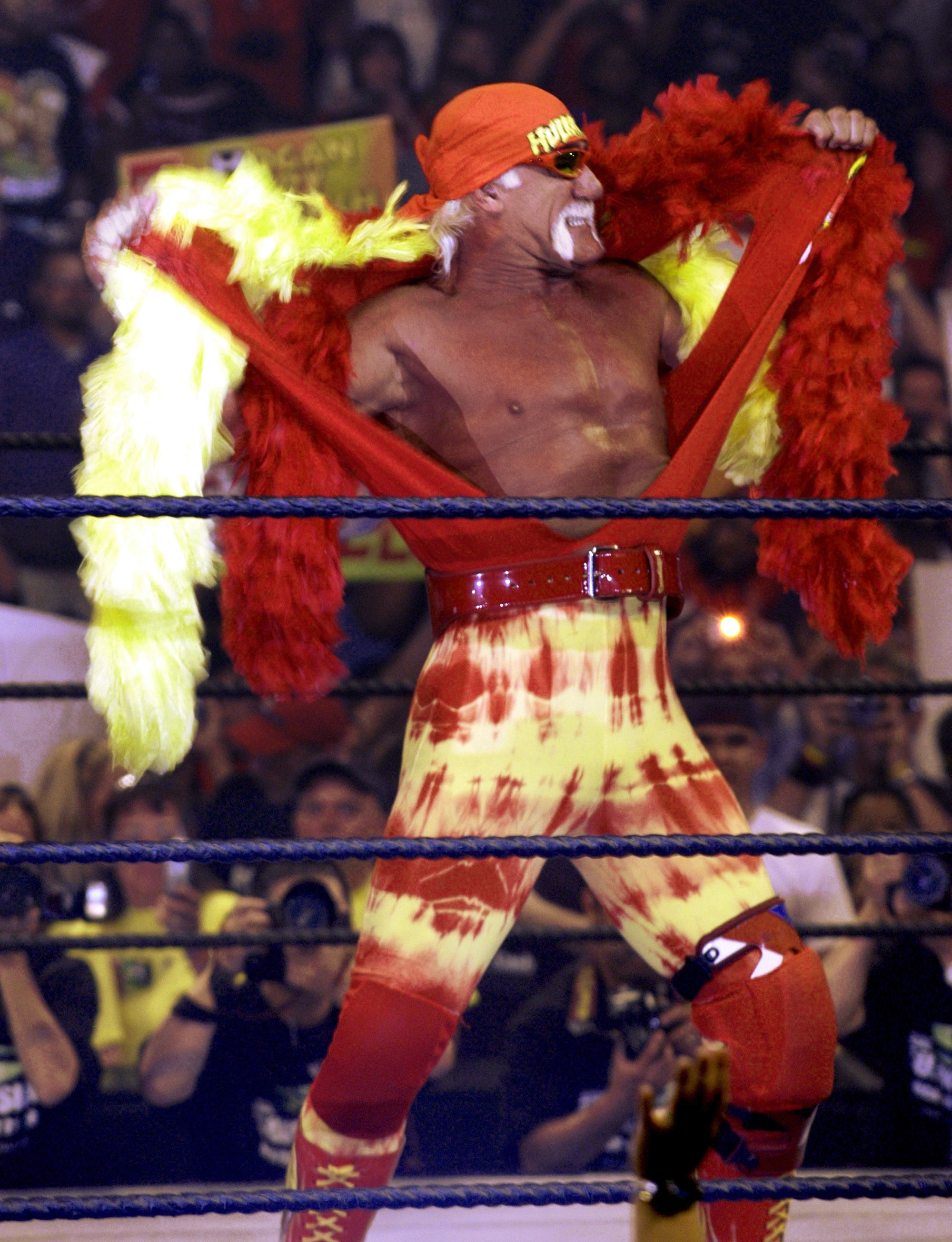
Hogan fa la sua entrata a SummerSlam 2005

Nel 2005, alcune settimane prima di WrestleMania 21, fu annunciato in tutti gli show della WWE che Hogan sarebbe stato introdotto nella WWE Hall of Fame. Questo segnò il suo ritorno nella federazione di Stamford. Il 2 aprile 2005, Hogan venne introdotto nell'arca della gloria dall'attore e amico Sylvester Stallone. Hogan fu applaudito per diversi minuti prima di poter fare il suo discorso. Durante una pausa del suo discorso il pubblicò incitò "One More Match! One More Match!" (un altro match ancora!), e "Austin, Hogan" (sperando in un match contro Steve Austin). Hogan rispose che quello un giorno sarebbe stato un buon match.

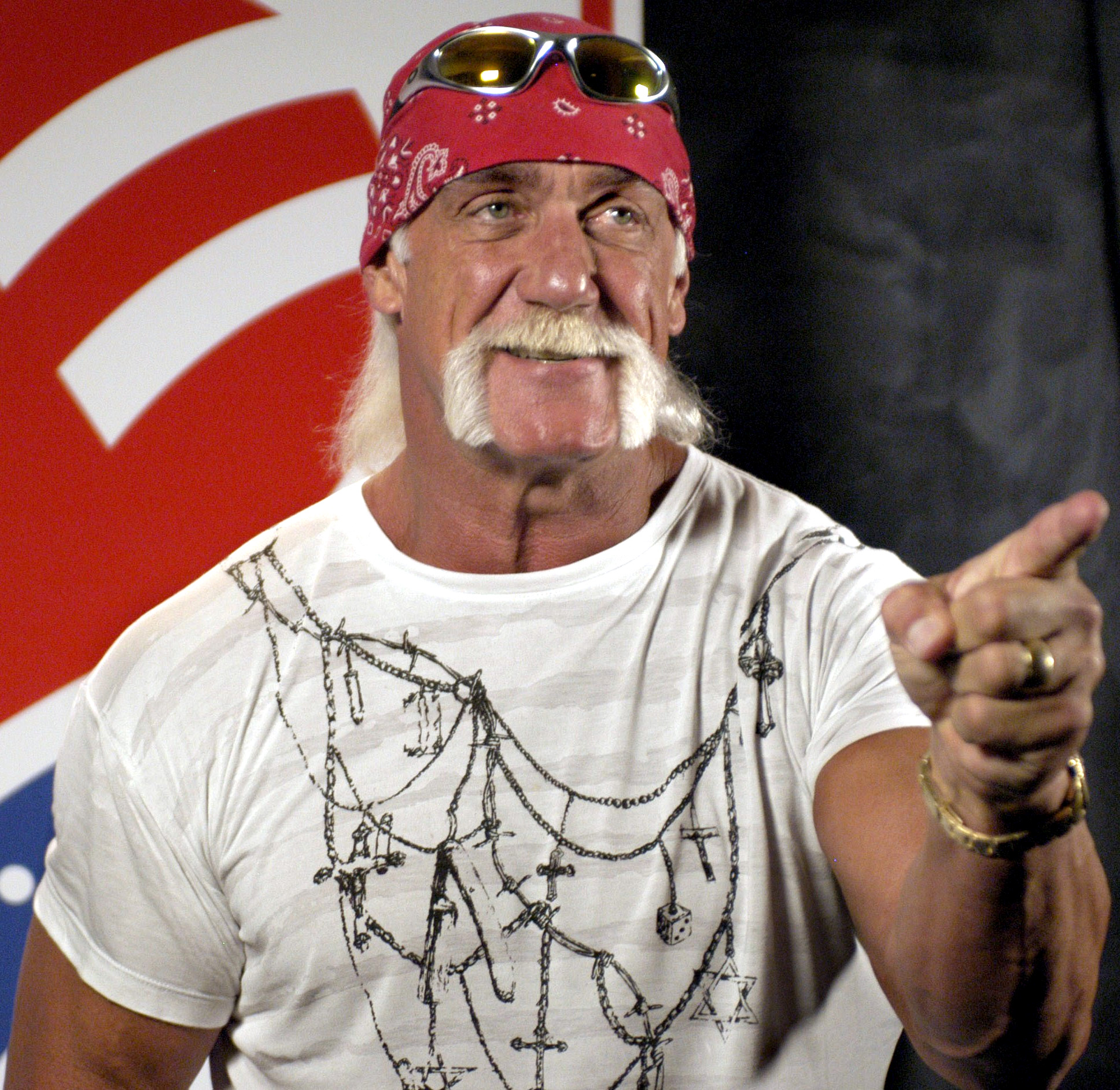
Hogan nel 2005

Tornò per un certo periodo a lottare in match in coppia con Shawn Michaels. Hogan fu ospite di Carlito nel suo "Carlito's Cabana": dopo alcune domande di Carlito riguardo a sua figlia Brooke, Hogan attaccò Carlito; a ciò seguì un'apparizione di Kurt Angle e anch'egli fece dei commenti su Brooke che fecero arrabbiare Hogan, il quale fu poi attaccato dai due fino a quando fu salvato da Shawn Michaels. Quella stessa sera, Michaels e Hogan sconfissero Carlito e Angle in un match di coppia; durante la celebrazione al termine della contesa, però, Michaels colpì Hogan con una Sweet Chin Music e lo lasciò esanime al tappeto. La settimana seguente a Raw Michaels sfidò Hogan in una sfida uno contro uno per la prima volta. Hogan apparì nel Raw successivo e accettò la sfida. Il match si disputò il 21 agosto a SummerSlam nel main event della serata: due arbitri furono messi fuori gioco e Michaels tentò di prendersi un vantaggio con una sedia d'acciaio; anche dopo la Sweet Chin Music di Michaels, Hogan non perse la contesa e dopo averlo colpito con il leg drop vinse il match. Al termine della contesa, i due si diedero la mano e Michaels lasciò il ring per permettere a Hogan di festeggiare col pubblico.
Nel mese di ottobre prende parte a Homecoming, puntata speciale che segnava il ritorno di Raw sulla rete USA Network. Hogan, intervistato da Gene Okerlund, fece un promo nel quale lanciò una sfida a Steve Austin, da cui, tuttavia, non ricevette risposta.
Prima di WrestleMania 22, Hogan introdusse l'amico "Mean" Gene Okerlund nella WWE Hall of Fame. Durante il discorso, Hogan non riuscì a ignorare il pressante coro del pubblico che a gran voce gli chiese di salire sul ring proprio contro Steve Austin e Hogan si limitò a dire che sarebbe senz'altro un grande incontro. Durante la serata, una frecciata di Austin rivolta a Hogan alimentò le speranze dei fan presenti di poter assistere al dream match.
Nell'estate del 2006, Hogan tornò sul ring, ma non per affrontare Steve Austin come molti si sarebbero aspettati: accolse invece la sfida di Randy Orton, che nella kayfabe insidiava sua figlia Brooke. I due si sfidarono a SummerSlam, dove Hogan vinse il match con la combinazione del suo classico big boot/running leg drop.
Comparve poi nel 15º anniversario di Raw il 10 dicembre 2007, aiutando Hornswoggle a battere The Great Khali; dopo aver steso Khali con il suo celebre Hulking Up, ringraziò gli Hulkamaniacs, concludendo il promo dicendo "Never say never" e usando la catchphrase di Randy Savage "Oh yeah!", lasciando intendere un possibile ritorno sulle scene.

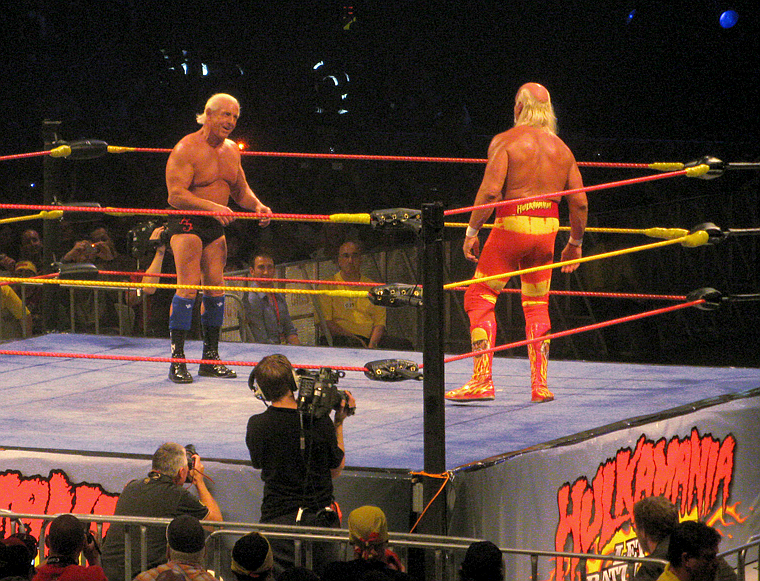
Hogan con Ric Flair sul ring prima del loro match all'Hulkamania Tour

Nel mese di maggio 2007 ha lottato un match nella Memphis Wrestling Federation affrontando Paul "The Giant" Wight: l'incontro è stato vinto da Hogan grazie al Running Leg Drop, effettuato dopo aver eseguito un bodyslam sul gigante.

### Total Nonstop Action Wrestling (2009-2013)

#### Socio d'affari di Dixie Carter (2009-2010)

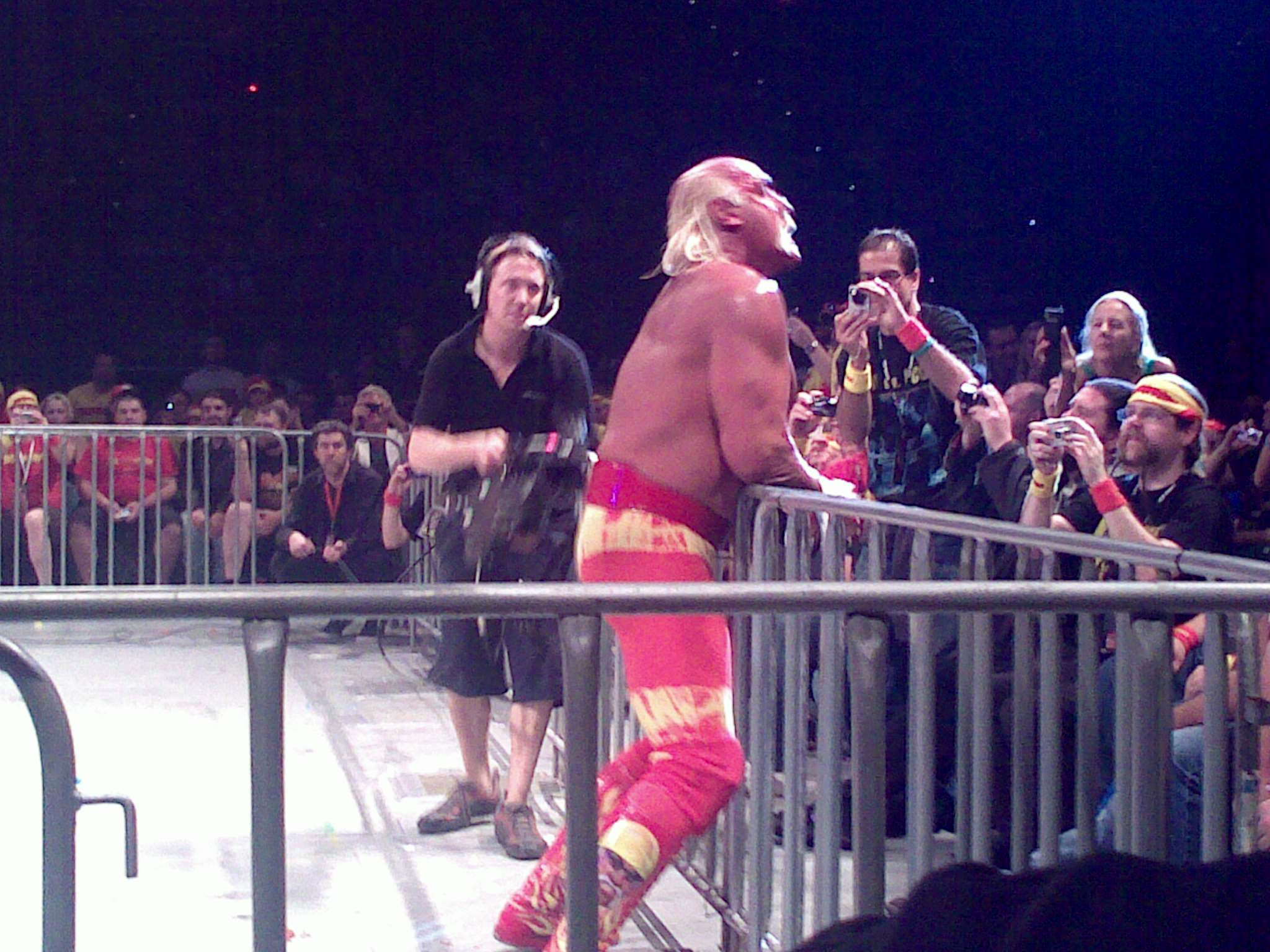
Hogan prima di affrontare Ric Flair nel 2009

Il 27 ottobre 2009 Hulk Hogan annunciò in una conferenza stampa che lui ed Eric Bischoff avevano firmato un contratto con la Total Nonstop Action Wrestling; l'annuncio fu dato al Madison Square Garden, arena il cui nome è tradizionalmente legato alla WWE. Il video della conferenza stampa fu trasmesso durante l'episodio di Impact! del 29 ottobre. Il suo ruolo al momento rimaneva incerto.
Il 21, 24, 26 e 28 novembre Hogan organizzò un tour in Australia chiamato "Hulkamania: Let The Battle Begin". Il main event in tutte e quattro le date era un rematch fra Hogan e Ric Flair, dove il primo vinse in tutti e quattro i match. Si trattava della prima volta in cui Hogan combatteva in Australia.
Hogan annunciò durante UFC The Ultimate Fighter che avrebbe fatto il suo debutto in TNA Il 4 gennaio 2010, in un'edizione speciale live di tre ore il lunedì sera di Impact!.
Debutta quindi il 4 gennaio 2010 assieme a Eric Bischoff, dichiarandosi come principale consulente di Dixie Carter, facendo alcuni cambiamenti al roster e alla Impact Zone. Il 17 gennaio a Genesis, Hogan e Bischoff rivelano la nuova Impact Zone introducendo il ritorno del ring a quattro lati opposti ai sei lati storici della TNA. Il 18 febbraio Hogan consegna a Abyss l'anello della Hall Of Fame, affermando che lo avrebbe fatto diventare il nuovo "Dio del Wrestling". La settimana successiva Hogan annuncia che l'8 marzo avrebbe fatto il suo ritorno live di lunedì sul ring della TNA in coppia con Abyss contro AJ Styles e Ric Flair. L'8 marzo, Hogan e Abyss sconfiggono Flair e Styles; al termine del match fa il suo ritorno Jeff Hardy, che aiuta Hogan e Abyss dall'attacco di Desmond Wolfe. In seguito inizia la rivalità tra due fazioni quella tra Hogan e Flair che ha culminato a Lockdown, dove il team di Hogan (Abyss, Jeff Jarrett, Jeff Hardy e Rob Van Dam) ha sconfitto il team di Flair (Sting, Desmond Wolfe, Robert Roode e James Storm) in un Lethal Lockdown match.

#### Immortal (2010-2011)

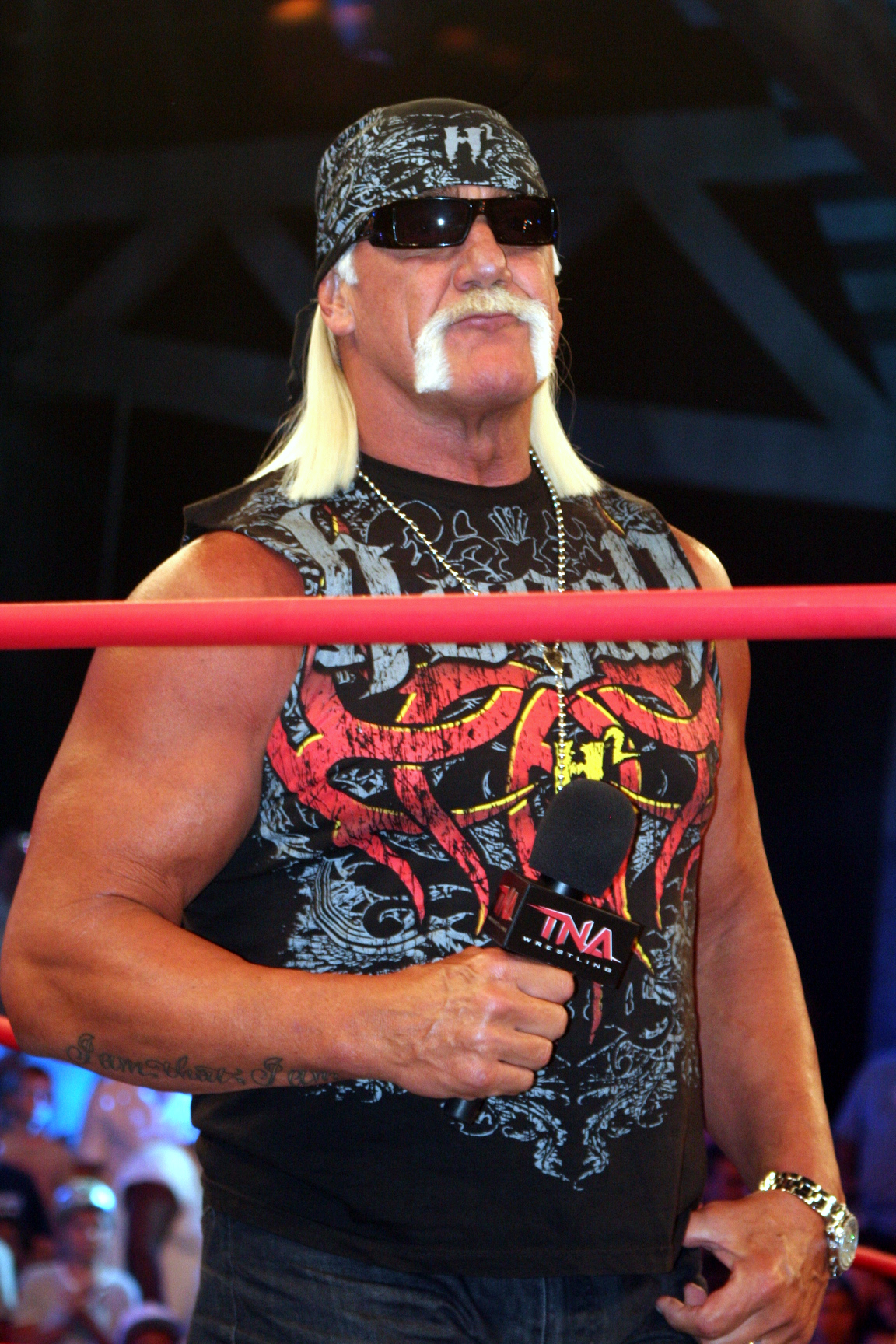
Hogan con la maglietta degli Immortal

Durante la puntata di Impact! del 17 giugno, il rapporto di alleanza con Abyss finisce bruscamente con quest'ultimo che dice che veniva controllato da qualcuno. Nei mesi successivi, Hogan si alleò con Eric Bischoff, Jeff Jarrett e Samoa Joe contro Sting e Kevin Nash che sostenevano che Hogan e Bischoff stavano per rovinare la TNA, Durante quel periodo, Abyss impazzì e infortunò il campione del mondo di quel momento, Rob Van Dam. Durante al pay-per-view Bound for Glory al termine del main event titolato tra Jeff Hardy, Kurt Angle e Mr. Anderson, Hogan e Bischoff aiutarono Hardy a vincere il titolo, attaccando Angle e Anderson; successivamente furono seguiti da Jarrett (che tradì Samoa Joe nella stessa sera) e Abyss (che rivelò di essere controllato da "loro"), che si allearono con Hogan e Bischoff formando il gruppo chiamato "Immortal". Hulk Hogan tornò quindi heel dopo otto anni.
Nelle puntate successive di Impact!, Bischoff rivelò di aver incastrato la presidentessa della TNA Dixie Carter facendogli firmare un contratto di passaggio di proprietà. Successivamente, gli Immortal si allearono con la Fortune (stable capeggiata da Ric Flair) e il 25 novembre Dixie Carter ritornò informando che aveva sospeso Hogan (kayfabe). Questa storyline fu ideata per tenere Hulk fuori dalle scene, per riprendersi da un intervento alla spina dorsale.
Tornò a Impact! il 3 marzo 2011, annunciando di aver vinto la causa contro Dixie Carter e di essere quindi in possesso della federazione. Nel mese di aprile accennò a una probabile sfida con Sting (che in quel periodo era il campione del mondo), a Hardcore Justice, dove Hogan fece perdere il titolo a Sting e reclutò Kurt Angle negli Immortal. Nella puntata di Impact! del 15 settembre, Sting sconfisse Ric Flair aggiudicandosi la possibilità di sfidare Hogan a Bound for Glory. Dopo aver simulato il ritiro dal wrestling, Hogan accettò il match nella puntata di Impact! del 6 ottobre, affermando che avrebbe dato la TNA a Dixie Carter solo se Sting fosse riuscito a batterlo.

#### Faida con gli Aces & Eights (2011-2013)

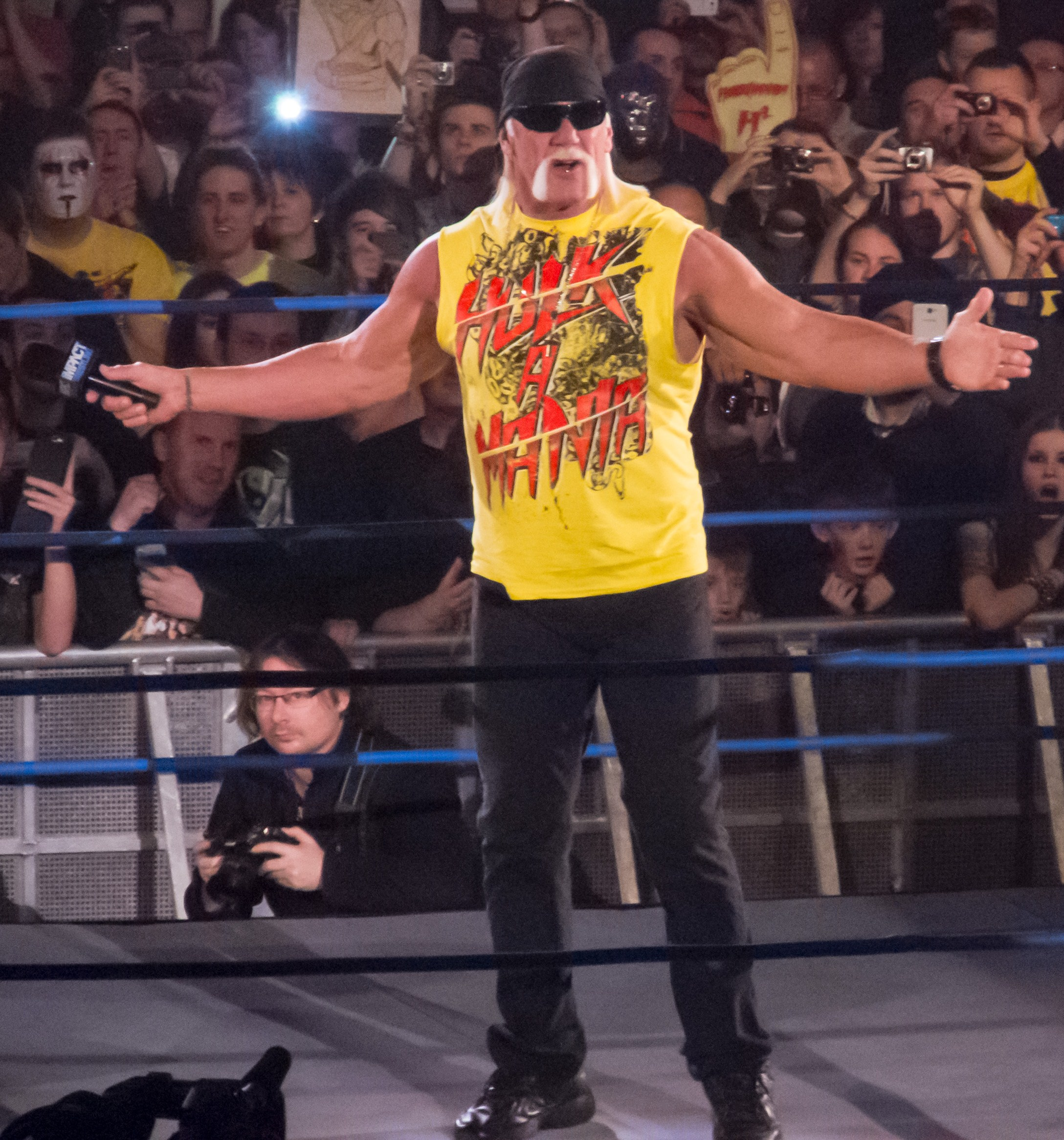
Hogan nel 2013

A Bound for Glory, Hogan perse contro Sting e per stipulazione ridette il posto di chairman della TNA a Dixie Carter; dopo il match effettuò un turn face salvando Sting dagli Immortal, attaccando poi anche Eric Bischoff.
Nella puntata di Impact del 29 marzo 2012, Dixie Carter, Sting e altri wrestler hanno convinto Hogan a tornare General Manager dello show, anche se lui era inizialmente contrario.
A luglio, insieme a Sting, iniziò una faida contro un misterioso gruppo di uomini mascherati, autoproclamatisi "Aces & Eights". Il gruppo attaccò Hogan nella puntata di Impact del 12 luglio; ciò venne usato come pretesto per giustificare l'assenza di Hogan dalle trasmissioni TNA, poiché che nella vita reale doveva sottoporsi a un intervento chirurgico. Ritornò nella puntata di Impact del 23 agosto, attaccando gli Aces & Eights. Nel novembre successivo partecipò a una storyline con Bully Ray dopo che Austin Aries svelò la relazione segreta intrattenuta da Ray con la figlia Brooke. Dopo aver visto i due baciarsi nel parcheggio durante la puntata di Impact del 20 dicembre, il 3 gennaio Hogan sospese a tempo indefinito Ray da tutte le competizioni TNA. La settimana seguente, dopo che Ray salvò Brooke da un rapimento da parte degli Aces & Eights, Brooke accettò la sua proposta di matrimonio contro il volere del padre. Nonostante la sua contrarietà alle nozze, Hogan accompagnò Brooke all'altare: durante la cerimonia, Taz interruppe lo sposalizio rivelando di essere un membro degli Aces & Eights e guidando il gruppo ad assalire Hogan, Bully Ray e il resto degli invitati.
Nella puntata di Impact del 31 gennaio, Hogan reinserì Ray nel roster TNA in modo da dargli la possibilità di vendicarsi degli Aces & Eights. Il 21 febbraio nominò Ray primo sfidante al TNA World Heavyweight Championship. Tuttavia, il 10 marzo a Lockdown, Ray tradì Hogan dopo che gli Aces & Eights lo avevano aiutato a vincere il titolo e svelò di essere lui stesso il vero capo della stable. Dopo Lockdown, Hogan criticò aspramente Sting per aver ceduto il titolo a Ray e la lite causò un allontanamento tra i due. Alla fine della puntata di Impact del 25 aprile, Sting fece ritorno salvando Hogan da un'aggressione drgli Aces & Eights. La settimana successiva, Hogan e Sting appianarono le loro divergenze e si riconciliarono.
Il 3 ottobre 2013 Hogan disse a Dixie Carter che non sarebbe stato dalla sua parte e che aveva deciso di lasciare la carica di General Manager. Hogan venne dismesso dal ruolo, come risultato del termine del suo contratto con la TNA.

### Quarto ritorno in WWE (2014-2015)

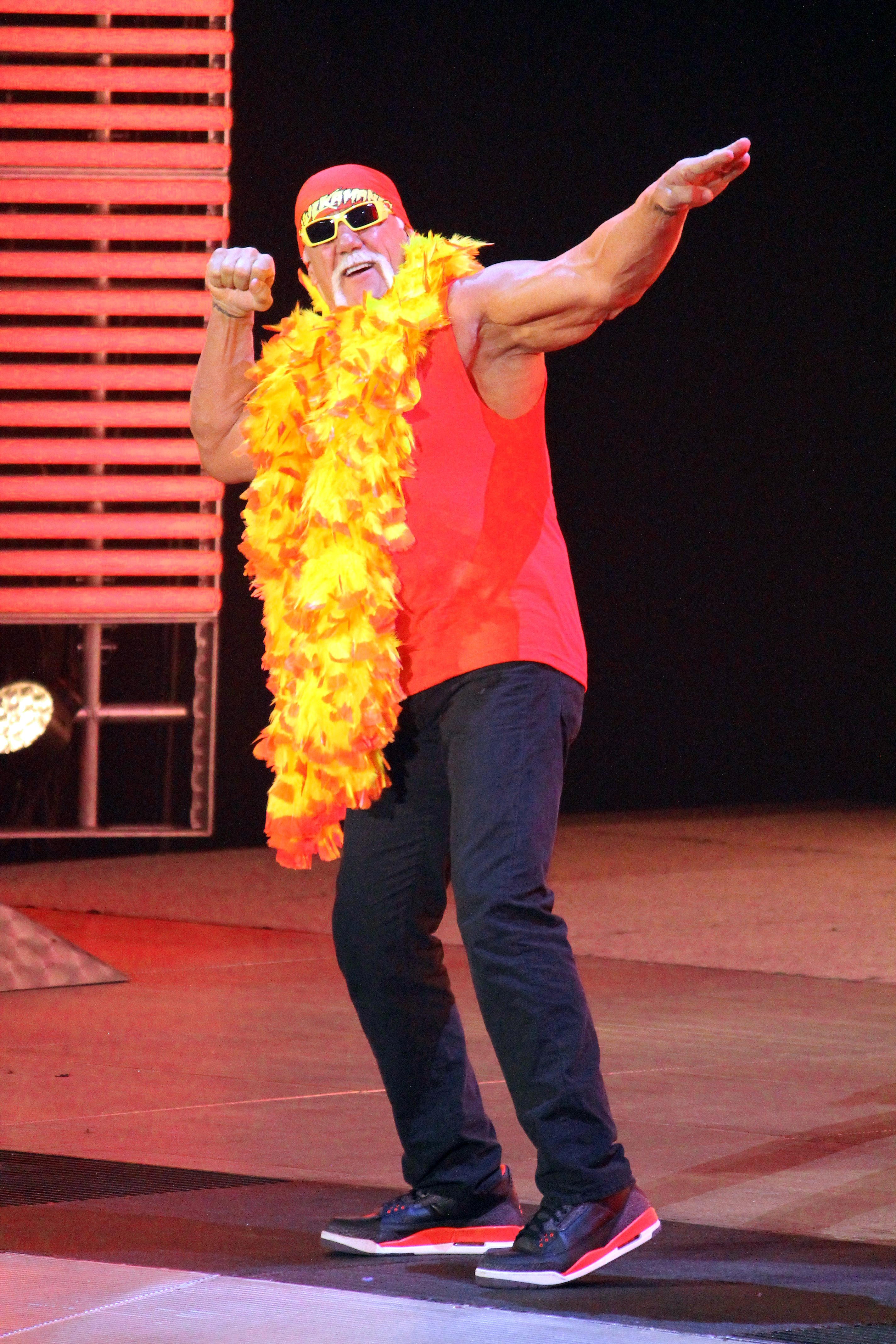
Hogan a Raw nel 2014

Il 21 febbraio 2014, la WWE ha annunciato il ritorno di Hulk Hogan come ospite speciale di WrestleMania XXX. Hogan ha fatto la sua prima apparizione sul ring della WWE dal 2007 nella puntata di Raw del 24 febbraio per pubblicizzare il WWE Network. Nella puntata di Raw del 10 marzo, Hogan ha annunciato che a WrestleMania XXX ci sarebbe stata una 30-man André the Giant Memorial Battle Royal (che commemora i 30 anni di WrestleMania e onora l'eredità di André) e il vincitore avrebbe ricevuto l'André the Giant Memorial Trophy. Nella puntata di Raw del 24 marzo, Hogan ha introdotto Arnold Schwarzenegger e Joe Manganiello per promuovere il loro film Sabotage.
A WrestleMania XXX, in quanto ospite speciale, Hogan è salito sul ring all'inizio dell'evento per scaldare il pubblico. Durante il suo promo si è erroneamente riferito al Superdome, il luogo dove l'evento era tenuto, come Silverdome; questo suo errore divenne oggetto di scherzi per tutta la serata. Hogan è stato poi raggiunto da The Rock e Steve Austin, e hanno terminato il loro promo bevendo birra insieme sul ring. Più tardi, nello show, Hogan ha condiviso un momento con Mr. T, Paul Orndorff e Roddy Piper, i wrestler con i quali ha lottato nel main event della prima WrestleMania.

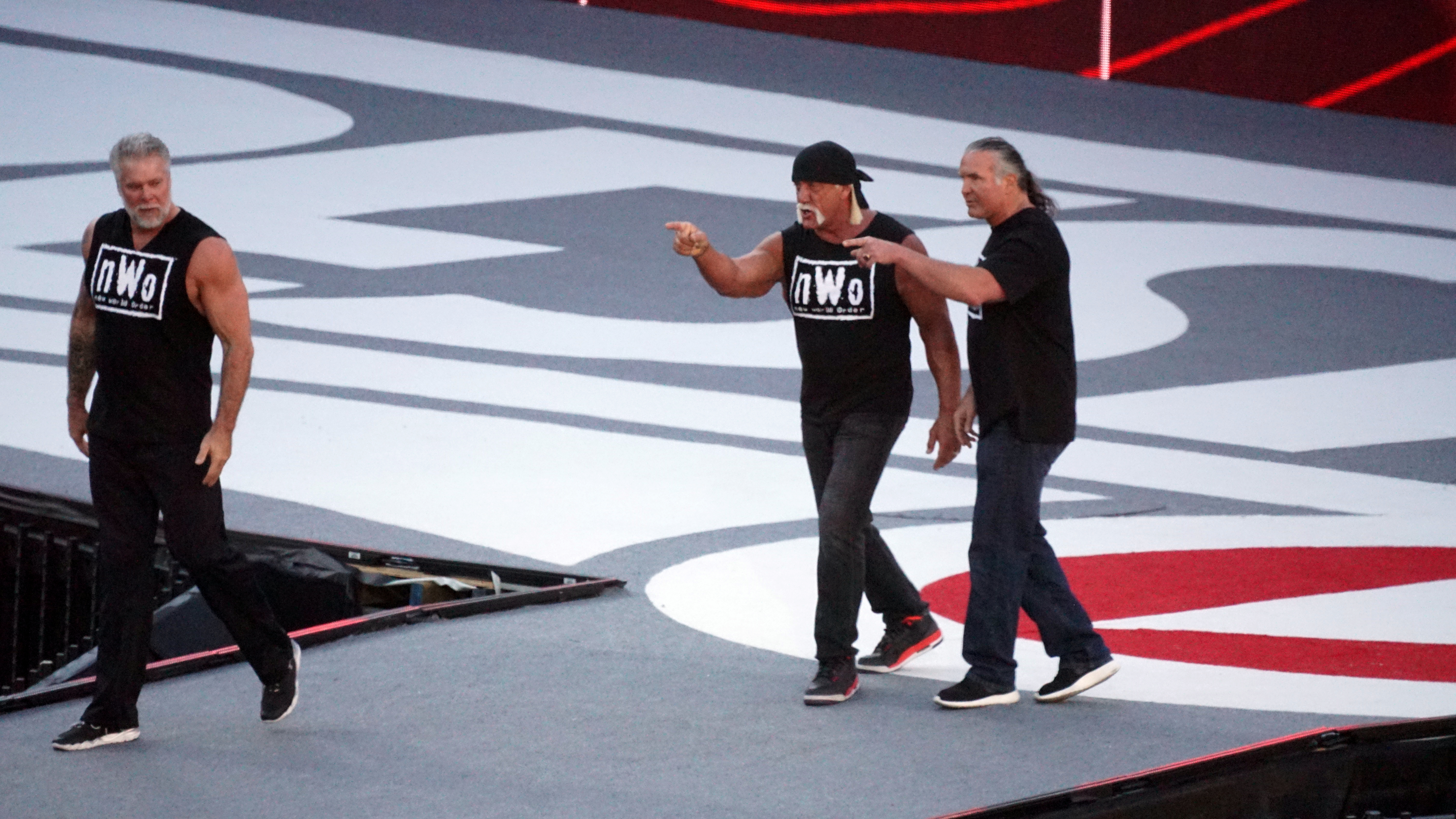
Hogan (al centro) con Kevin Nash e Scott Hall riunitosi con l'nWo a WrestleMania 31 nel 2015

Nel gennaio 2015, durante un podcast con Chris Jericho, Hogan ha indicato che nel 1990 dopo WrestleMania VI aveva chiesto a Vince McMahon se avesse potuto diventare un heel: Hogan ha detto che sentiva che la sua gimmick era datata e che i tifosi stavano iniziando a fischiarlo; ha avuto l'idea della gimmick di Hollywood Hogan che avrebbe usato anni dopo nella WCW, ma McMahon ha rifiutato. Hogan ha anche detto che non avrebbe mai voluto essere in un gruppo heel come l'nWo, ma piuttosto come solista. Ha poi detto di volere un ultimo match e ha menzionato Rusev come possibile sfidante e che voleva essere parte del team di John Cena alla Survivor Series.
Il 27 febbraio 2015, Hogan è stato onorato al Madison Square Garden durante un evento dal vivo della WWE nominato "Hulk Hogan Appreciation Night" con uno speciale banner commemorativo appeso alle travi, in onore della sua carriera come wrestler e per i match storici che ha avuto in quell'arena. Il banner era solo una parte dello show e non è rimasto nell'arena in seguito.
Nella puntata di Raw del 23 marzo, Hogan, insieme a Snoop Dogg, ha avuto un confronto con Curtis Axel, che a quel tempo stava "plagiando" la gimmick di Hogan con Axel che si faceva chiamare "AxelMania", e lo ha lanciato fuori dal ring. Il 28 marzo, la notte prima di WrestleMania, Hogan ha introdotto l'amico e rivale, "Macho Man" Randy Savage, nella WWE Hall of Fame. A WrestleMania 31, Hogan si è riunito con Scott Hall e Kevin Nash, riformando l'nWo e supportando Sting nel suo match contro Triple H, che è stato poi aiutato dai membri della D-Generation X; Sting non è riuscito a vincere il match, ma lui e Triple H si sono stretti la mano in segno di rispetto al termine della contesa.
Durante i primi mesi del 2015, Hogan ha affermato di aver detto a Vince McMahon che avrebbe voluto lottare un ultimo match a WrestleMania 32; Hogan ha anche detto che avrebbe voluto un ultimo regno titolato come WWE World Heavyweight Champion nella compagnia.
Nel giugno 2015, Hogan è diventato uno dei tre giudici della sesta stagione di Tough Enough, insieme a Daniel Bryan e Paige.

#### Scandalo e licenziamento
Il 24 luglio 2015, la WWE ha licenziato Hogan con il seguente comunicato: «La WWE ha rescisso il contratto che la legava a Terry Bollea (Hulk Hogan). La WWE si impegna costantemente nel rispettare e accogliere individui provenienti da tutte le parti del mondo, senza distinzione di alcun tipo. Ciò è dimostrato dai nostri dipendenti, Superstar e fan, presenti in tutto il mondo». Tuttavia, l'avvocato di Hogan ha detto che era stato quest'ultimo a farne richiesta. Il giorno prima, la WWE aveva rimosso ogni riferimento a Hogan dal proprio sito web, rimuovendolo dall'incarico di giudice di Tough Enough, eliminando il suo merchandise su WWE Shop e non facendolo più figurare tra i WWE Hall of Famer. Le motivazioni sono riconducibili ad alcuni commenti razzisti da parte di Hogan fatti nel 2007; la trascrizione dei commenti nel quale ha usato liberamente termini razzisti faceva parte di una deposizione sigillata nel quadro della causa da 100 milioni di dollari contro Gawker per aver postato online il sex tape di Hogan. Il tutto è coinciso con un'investigazione da parte del National Enquirer e del Radar Online per i commenti razzisti fatti nel sex tape.
Hogan si è successivamente scusato facendo delle dichiarazioni alla testata People. Hogan ha tuttavia fomentato la controversia dopo aver ritwittato un confronto con Barack Obama che "è stato applaudito e ha mantenuto il suo lavoro" mentre Hogan "è denigrato e ha perso il suo lavoro" nonostante entrambi abbiano usato la parola negro. In risposta alla controversia, la Mattel ha smesso di produrre le action figure di Hogan, mentre il merchandise di Hogan è stato rimosso dagli store online di Target, Toys R Us e Walmart. Successivamente anche la TNA ha rimosso il suo merchandise e il suo nome dalla sezione alumni del loro sito. Il 28 luglio, Radar Online ha riportato che Hogan aveva usato parole discriminatorie anche sui gay, sempre durante il sex tape. Nella registrazione è possibile sentirlo esprimere disgusto circa il fatto che sua figlia Brooke frequentasse un afroamericano, riferendosi ripetutamente a lui con il termine "negro". Ad un certo punto, Hogan ammette inoltre di essere "un razzista". Nei giorni seguenti è stato riportato anche che Hogan aveva usato un linguaggio razzista in una chiamata del 2008 a suo figlio Nick, che all'epoca era in carcere, in cui affermò di sperare di non reincarnarsi in "persone nere".
Il 31 agosto, Hogan ha concesso un'intervista alla ABC in cui ha chiesto perdono per i suoi commenti razzisti, attribuendo questi a un pregiudizio razziale ereditato dal suo quartiere durante la crescita. Hogan ha sostenuto che il termine negro era utilizzato liberamente tra amici a Tampa; tuttavia, uno dei suoi vicini ha contestato tale affermazione.
Una volta che le registrazioni divennero pubbliche, scoppiò uno scandalo mediatico di vaste proporzioni, Hogan si scusò per le osservazioni, che definì "un linguaggio offensivo e incoerente con le [sue] convinzioni." Tre wrestler di colore che avevano lavorato con Hogan in WWF e WCW rilasciarono dei commenti in suo favore. Virgil commentò: «Hogan non mi ha mai dato motivo di credere che sia un razzista» mentre Dennis Rodman disse: «Lui non è certamente un razzista» e Kamala aggiunse: «Non credo che Hogan intendesse fare del male dicendo questo. Hogan è mio fratello finché non decide di non esserlo più». Altri lottatori afroamericani della WWE fecero invece commenti differenti. Mark Henry disse che era contento della risposta "nessuna tolleranza al razzismo" della WWE e di essere rimasto ferito e offeso dai modi e dal tono delle dichiarazioni di Hogan. Booker T ha detto di essere rimasto scioccato e ha definito le dichiarazioni "scellerate".
Nel tempo che seguì, numerosi afroamericani associati al wrestling espressero un certo livello di sostegno per Hogan inclusi: The Rock, Dennis Rodman, Booker T, Kamala, Virgil, Mr. T, Mark Henry, Big E, e D'Angelo Dinero, che ha sottolineato il suo perdono nei confronti di Hogan, che definì un uomo che ha lasciato un "segno positivo sull'umanità" per oltre tre decenni.
Tuttavia, fin dal suo ritorno nella compagnia nel 2018, anche se Hogan si scusò personalmente con tutti i lottatori nel backstage, svariati wrestler afroamericani, inclusi The New Day, Titus O'Neil, Mark Henry, Shelton Benjamin & JTG misero in dubbio la sincerità delle sue scuse, poiché Hogan, mentre faceva ammenda, avvertì i wrestler di "fare attenzione a non essere ripresi a loro insaputa" invece di rispondere al perché dei suoi commenti razzisti. Mark Henry dichiarò: «Lui pensa che passerà. Che non sarà più quella nuvola nera sulla sua carriera. Mi sono offerto e gli ho detto: "Ehi, facciamo un giro tra i college e le università storicamente nere" e spieghiamo loro cosa è successo. Ma non ha voluto».

### Quinto ritorno in WWE (2018-2025)

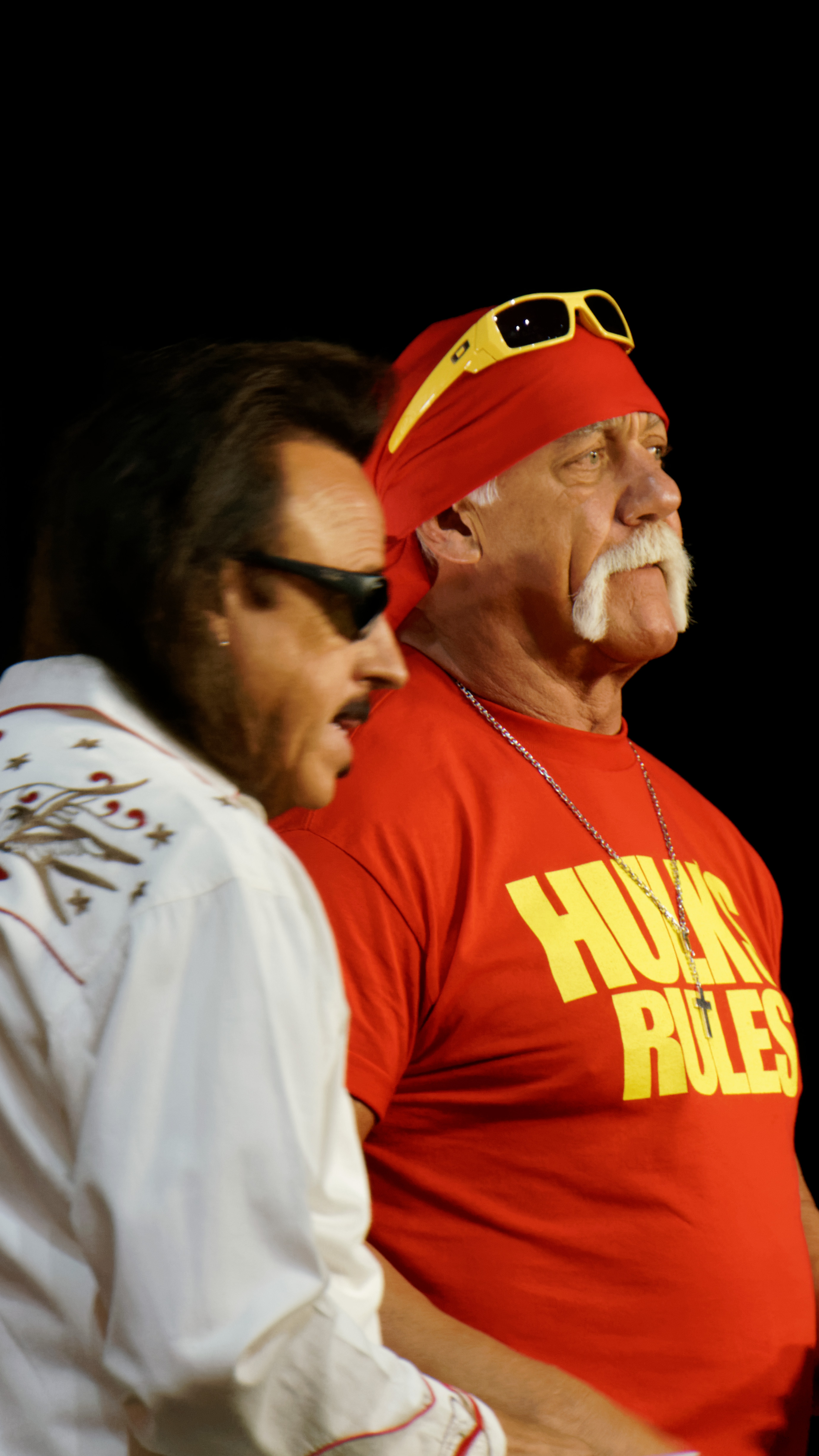
Hulk Hogan e Jimmy Hart nel 2014

Il 15 luglio 2018 dopo tre anni è tornato in WWE a seguito delle numerose scuse pubbliche fatte dallo stesso Hogan e al volontariato svolto nei confronti dei giovani. Torna ad apparire in televisione il 2 novembre 2018 in occasione dell'evento Crown Jewel svoltosi in Arabia Saudita. Il 7 gennaio 2019 a Raw presenzia a una cerimonia in commemorazione di Mean Gene Okerlund, suo amico e collega di vecchia data, morto cinque giorni prima. Si trattò della prima apparizione di Hogan in un ring della WWE in Nord America sin dal suo licenziamento nel 2015. In seguito apparve in uno speciale su WWE Network dedicato a Okerlund.
Il 6 aprile 2019 Hogan introdusse l'amico Brutus Beefcake nella WWE Hall of Fame. La sera seguente a WrestleMania 35, egli fece un'apparizione a sorpresa all'inizio dello show insieme ad Alexa Bliss, dando il benvenuto al pubblico. Il 22 luglio 2019 prese parte allo speciale "Raw Reunion". Il 30 settembre 2019 a Raw, Hogan e Ric Flair rivelarono un 10 man tag team match in programma per Crown Jewel. In seguito Hogan e Flair, quali capitani (non partecipanti) delle due squadre contrapposte, fecero numerose apparizioni in vari show della WWE.
Nel corso di un'intervista concessa al Los Angeles Times, espresse la speranza di potere ancora lottare un ultimo match in WWE. Il 9 dicembre 2019 fu annunciato che Hogan sarebbe stato ammesso nella WWE Hall of Fame una seconda volta, questa volta come membro della stable New World Order, insieme a Kevin Nash, Scott Hall e Sean Waltman.
Il 19 marzo 2021 si ebbe la notizia che Hogan avrebbe co-presentato WrestleMania 37 insieme a Titus O'Neil.
Hogan aprì WrestleMania 37 con O'Neil, apparendo in varie scenette insieme a Bayley nel corso dell'evento, e fu introdotto nella Hall of Fame con Nash, Hall e Waltman.
Il 23 gennaio 2023 Hogan apparve in diretta dal vivo insieme a Jimmy Hart per aprire lo show speciale WWE Raw is XXX, in celebrazione del 30º anniversario di Raw.
Il 22 gennaio 2024 la WWE celebrò il quarantesimo anniversario della nascita dell'Hulkamania con un'apparizione pre-registrata di Hogan. Il 6 gennaio 2025, Hogan fece un'apparizione dal vivo durante la prima del debutto di Raw su Netflix, ancora una volta accompagnato da Jimmy Hart. Durante il suo discorso, fu pesantemente fischiato dal pubblico nell'arena.

## Vita privata

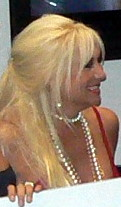
Linda Claridge, moglie di Hogan dal 1983 al 2008

Bollea aveva un fratello maggiore di nome Allan (1947–1986) che morì all'età di 38 anni a causa di un'overdose.
Il 18 dicembre 1983 sposò Linda Claridge. La coppia ha avuto due figli, Brooke (1988) e Nick (1990). Dalla sua vita familiare è stato realizzato il reality show Hogan Knows Best.
Secondo un'intervista pubblicata sul The National Enquirer, Christiane Plante ha rivelato di avere avuto una relazione sentimentale con Hogan nel 2007 mentre la famiglia di quest'ultimo stava girando un episodio di Hogan Knows Best. La Plante aveva 33 anni all'epoca dei fatti e aveva lavorato insieme alla figlia Brooke al suo disco musicale del 2006.
Il 20 novembre 2007 Linda ha chiesto il divorzio. Hogan ha riferito al St. Petersburg Times che era all'oscuro della notizia quando la stampa lo chiamò per avere un suo commento sulle pratiche di divorzio. Nel novembre del 2008 Linda rivelò pubblicamente che la sua decisione di porre fine al suo matrimonio derivava dalla scoperta della scappatella extraconiugale del marito.
Hogan ha sofferto di numerosi problemi di salute, in particolare alla schiena e alle ginocchia, dovuti alla sua lunga carriera come wrestler e ai prolungati allenamenti a cui sottoponeva il suo fisico. In una intervista al The Sun, ha dichiarato di avere anche pensato seriamente al suicidio. Lo avrebbe fatto desistere la figlia di Muhammad Alì, Laila.
Nel 2010 si è risposato con la modella Jennifer McDaniel; le nozze sono state tenute a Clearwater, in Florida. Il 28 febbraio 2022, tramite Twitter, Hulk Hogan ha dichiarato di aver divorziato ufficialmente dalla McDaniel.
Nel settembre del 2010 è stato ricoverato in ospedale per dei seri problemi alla schiena che gli impedivano anche di camminare. Il 9 settembre è stato dimesso, ma pochi giorni dopo si è dovuto nuovamente ricoverare per il riacutizzarsi dei dolori. Proprio per quest'ultimo ricovero i medici hanno deciso di operarlo alla schiena in modo da installargli uno stimolatore elettrico nella colonna vertebrale per alleviare i dolori.
Nell'aprile 2012 è stato diffuso un sex tape che vede Hogan con Heather Cole, modella e imprenditrice ex moglie del conduttore radiofonico Todd Alan Clem, meglio noto come "Bubba the Love Sponge". La coppia era scambista e lei, col consenso di lui, propose a Hogan un rapporto sessuale. Dopo lo scandalo Hogan concesse un'intervista in cui affermò che non sapeva di essere stato ripreso: «Ero con degli amici e ho fatto una scelta sbagliata», «Sono devastato da questo fatto», «Questo è il punto più basso che potessi toccare». In seguito dichiarò che il video risaliva a 6 anni prima e il 15 ottobre 2012, Hogan ha sporto denuncia ai danni di Clem e della sua ex moglie Heather per violazione della privacy.
Fallito anche il matrimonio con la McDaniel, Hogan si fidanzò con l'istruttrice di yoga Sky Daily, con la quale ha contratto il suo terzo matrimonio il 22 settembre 2023 presso la Indian Rocks Baptist Church di Largo, Florida.

### Religiosità
Nel 2007 Hogan disse: «Sono stato salvato quando avevo 14 anni. Ho accettato Gesù Cristo come mio salvatore. Egli è morto sulla croce per i nostri peccati; [...] Avrei potuto prendere la strada sbagliata. Mi sarei potuto autodistruggere, ma ho scelto la strada più difficile».
Il 20 dicembre 2023 Hogan ricevette il battesimo presso la Indian Rocks Baptist Church di Largo (Florida).

### Hobby
Appassionato di musica rock, ha suonato il basso in alcune band locali. Affermò che nelle prime formazioni dei Metallica avrebbe dovuto esserci lui al posto di Cliff Burton, in quanto grande amico del batterista Lars Ulrich. Queste le sue parole in un'intervista del 2011 a The Sun: «Ero un turnista prima di diventare un wrestler. Suonavo il basso ed ero un grandissimo amico di Lars Ulrich, che mi chiese se volessi suonare il basso nei Metallica quando il gruppo si era appena formato. Ma la cosa non funzionò». Lo stesso Ulrich, però, ha smentito queste dichiarazioni in un'intervista con Howard Stern, dichiarando: «Sai una cosa? Ho la fortuna, o la sfortuna, dipende da come la si vede, di avere una memoria fotografica per qualsiasi cosa di cui abbia fatto parte e quando queste dichiarazioni sono uscite mi ci sono arrovellato per un po'. Non conosco Hulk Hogan, non sono un grande fan del wrestling. A meno che non si sia presentato col suo vero nome, che so, Dave Smith o qualcosa del genere, non ricordo di aver mai avuto a che fare con Hulk Hogan».
Fu un grande appassionato di motori, e il suo lussuoso parco macchine includeva costosi esemplari di Dodge, Chevrolet, Plymouth, Ferrari, Lamborghini, Rolls Royce, Bentley e diversi modelli di motociclette Harley-Davidson personalizzati.

### Altre attività
Nel 1995 aprì un ristorante chiamato Hulk Hogan's Pastamania. Nonostante la massiccia promozione che venne fatta al locale da parte di Hogan stesso e della World Championship Wrestling nel programma WCW Monday Nitro, il ristorante fallì e chiuse dopo meno di un anno dall'inaugurazione.
Nel 2017 ha aperto un negozio dedicato alla vendita del proprio merchandising al Pelican Walk Plaza di Clearwater, in Florida: "Hogan's Beach Shop".
Nel 2024 lancia sul mercato la sua birra a basso contenuto alcolico chiamata Real American Beer.
Nel 2024 Hogan decise di schierarsi apertamente per Donald Trump, sostenendolo nella sua candidatura come Presidente degli Stati Uniti d'America, alla Convention nazionale repubblicana.

### Morte
Il 24 luglio 2025 il sito web statunitense TMZ.com annuncia la morte di Hogan all'età di 71 anni per arresto cardiaco avvenuto nella sua casa di Clearwater, in Florida. Il decesso, avvenuto alle 11:17, è stato dichiarato subito dopo il trasporto in ospedale.
La sua cartella clinica rivelò in seguito che soffriva di fibrillazione atriale e di leucemia linfatica cronica.
In seguito alla morte, fan, celebrità e personaggi del mondo del wrestling, hanno iniziato a condividere omaggi in suo onore sui social media. Tra i tanti: Donald Trump, Sylvester Stallone, Joe Rogan, Lorenzo Lamas, Dana White, Carol Alt, Don Johnson e i colleghi Undertaker, Mick Foley, Ric Flair, John Cena, The Rock, Triple H, D-Von Dudley, Sting, Chelsea Green, Rey Mysterio Jr., Buff Bagwell, Ted DiBiase, Kurt Angle, Kane, Jimmy Hart, Brutus Beefcake, Eric Bischoff, Kevin Nash, Jake Roberts e Vince McMahon.
Anche le compagnie di wrestling WWE, Total Nonstop Action Wrestling, National Wrestling Alliance, New Japan Pro-Wrestling ed All Elite Wrestling hanno onorato la sua memoria.
I funerali si sono tenuti privatamente il 5 agosto 2025 presso la Indian Rocks Baptist Church di Largo, Florida. Tra i partecipanti si segnalano Triple H, Stephanie McMahon, Vince McMahon, Ric Flair, Jimmy Hart, Kevin Nash, Dennis Rodman, l'ex moglie Linda e il cantante Kid Rock. La figlia Brooke non ha voluto partecipare al funerale preferendo ricordare privatamente il genitore.

## Personaggio

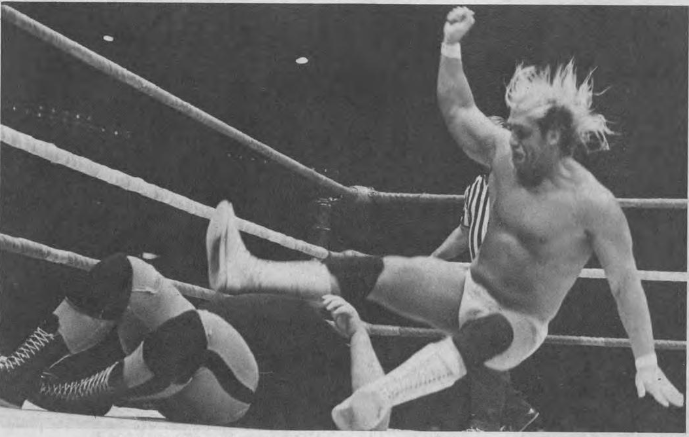
Hulk Hogan esegue il Leg drop su Jerry Blackwell (1982)

### Mosse finali
- Axe Bomber (Crooked arm lariat) – NJPW
- Atomic Leg Drop (Running leg drop)[5]

### Manager
- Freddie Blassie[147]
- Jimmy Hart
- Lou Albano
- Miss Elizabeth

### Soprannomi
- "Hollywood"
- "The Fabulous"
- "The Incredible"
- "The Hulkster"
- "The Immortal"
- "The Unstoppable Force"

## Titoli e riconoscimenti
- New Japan Pro-Wrestling
  - IWGP Heavyweight Championship (1)
  - IWGP League Tournament (1983)
  - MSG Tag League Tournament (1982, 1983) – con Antonio Inoki
- Professional Wrestling Hall of Fame and Museum
  - Classe del 2003
- Pro Wrestling Illustrated
  - Comeback of the Year (1994, 2002)
  - Feud of the Year (1986) - vs. Paul Orndorff
  - Match of the Year (1985) - con Mr. T vs. Paul Orndorff e Roddy Piper a WrestleMania I
  - Match of the Year (1988) - vs. André the Giant a The Main Event
  - Match of the Year (1990) - vs. The Ultimate Warrior a WrestleMania VI
  - Match of the Year (2002) - vs. The Rock a WrestleMania X8
  - Most Hated Wrestler of the Year (1996, 1998)
  - Most Inspirational Wrestler of the Year (1983, 1999)
  - Most Popular Wrestler of the Year (1985, 1989, 1990)
  - Wrestler of the Year (1987, 1991, 1994)
  - 1º tra i 500 migliori wrestler singoli nella PWI 500 (1991)
  - 1º tra i 500 migliori wrestler singoli nella PWI Years (2003)
  - 44º tra i 100 migliori tag team nella PWI Years con Antonio Inoki (2003)
  - 57º tra i 100 migliori tag team nella PWI Years con Randy Savage (2003)
- Southeastern Championship Wrestling
  - NWA Southeastern Heavyweight Championship (Northern Division, 1)
  - NWA Southeastern Heavyweight Championship (Southern Division, 2)
- Tokyo Sports
  - Match of the Year (1991) - vs. Genichiro Tenryu il 12 dicembre 1991
  - Most Outstanding Foreigner (1983)
- World Championship Wrestling
  - WCW World Heavyweight Championship (6)
- World Wrestling Federation/Entertainment
  - WWF World Heavyweight Championship (6)[N 1]
  - WWE Tag Team Championship (1) – con Edge
  - Royal Rumble (edizione 1990 e 1991)
  - WWE Hall of Fame (classe del 2005)
  - WWE Hall of Fame (classe del 2020) – come membro dell'nWo
- Wrestling Observer Newsletter
  - Best Babyface (1982-1991)
  - Feud of the Year (1986) - vs. Paul Orndorff
  - Least Favorite Wrestler (1985, 1986, 1991, 1994-1999)
  - Most Charismatic (1985-1987, 1989-1991)
  - Most Embarrassing Wrestler (1995, 1996, 1998-2000)
  - Most Overrated (1985-1987, 1994-1998)
  - Worst Feud of the Year (1991) - vs. Sgt. Slaughter
  - Worst Feud of the Year (1995) - vs. The Dungeon of Doom
  - Worst Feud of the Year (1998) - vs. The Warrior
  - Worst Feud of the Year (2000) - vs. Billy Kidman
  - Worst Worked Match of the Year (1987) - vs. André the Giant a WrestleMania III
  - Worst Worked Match of the Year (1996) - con Randy Savage vs. Arn Anderson, Meng, The Barbarian, Ric Flair, Kevin Sullivan, Z-Gangsta, and The Ultimate Solution in un Towers of Doom match a Uncensored
  - Worst Worked Match of the Year (1997) - vs. Roddy Piper a SuperBrawl VII
  - Worst Worked Match of the Year (1998) - vs. The Warrior a Halloween Havoc
  - Worst Wrestler (1997)
  - Wrestling Observer Newsletter Hall of Fame (classe del 1996)

## Filmografia

### Cinema
- Rocky III, regia di Sylvester Stallone (1982)
- Bikini a Bimini (Bimini Code), regia di Barry Clark (1983) - cameo non accreditato
- Senza esclusioni di colpi (No Hold Barred), regia di Thomas J. Wright (1989)
- Gremlins 2 - La nuova stirpe (Gremlins 2: The New Batch), regia di Joe Dante (1990) - cameo
- Cose dell'altro mondo (Suburban Commando), regia di Burt Kennedy (1991)
- Missili per casa (Mr. Nanny), regia di Michael Gottlieb (1993)
- Spia e lascia spiare (Spy Hard), regia di Rick Friedberg (1996) - cameo
- Forza Babbo Natale (Santa with Muscles), regia di John Murlowski (1996)
- Secret Agent (The Secret Agent Club), regia di John Murlowski (1996)
- Caccia al tesoro (McCinsey's Island), regia di Sam Firstenberg (1998)
- Lo stile del dragone (3 Ninjas: High Noon at Mega Mountain), regia di Sean McNamara (1998)
- The Ultimate Weapon, regia di Jon Cassar (1998)
- I Muppets venuti dallo spazio (Muppets from Space), regia di Tim Hill (1998)

### Televisione
- Goldie and the Bears, regia di Russ Mayberry - film TV (1984)
- A-Team - serie TV, episodi 4x08, 4x22 (1984)
- Love Boat - serie TV, 1 episodio (1986)
- Dolly - serie TV, 1 episodio (1987)
- Thunder in Paradise - serie TV, 19 episodi (1994)
- Baywatch - serie TV, episodio 6x15 (1996)
- Assalto all'isola del Diavolo (Assault on Devil's Island), regia di Jon Cassar - film TV (1997)
- Assalto alla montagna della morte (Assault on Death Mountain), regia di Jon Cassar - film TV (1999)
- Walker Texas Ranger - serie TV, episodio 9x13 (2001)
- MADtv - serie TV, 1 episodio (2005)
- Nobody Speak: le complicazioni della libertà di stampa (Nobody Speak: Trials of the Free Press), regia di Brian Knappenberger - documentario (2017)
- The Goldbergs - serie TV, episodio 7x07 (2019)
- Mr. McMahon - miniserie TV, 6 episodi (2024)

### Doppiaggio
- Robot Chicken - serie TV, 4 episodi (2006-2016)
- Hulk Hogan's All-Time Champ - mediometraggio (2006)
- Little Hercules in 3-D, regia di Mohamed Khashoggi (2009)
- Gnomeo e Giulietta (Gnomeo & Julie), regia di Kelly Asbury (2010)
- China, IL - serie TV, 19 episodi (2011-2015)
- American Dad! - serie TV, 1 episodio (2012)

## Doppiatori italiani
Nelle versioni in italiano in cui è stato partecipe, Hulk Hogan è stato doppiato da:
- Alessandro Rossi in Cose dell'altro mondo, Missili per casa, Thunder in Paradise, Lo stile del dragone, I Muppets venuti dallo spazio, The Goldbergs, Mr. McMahon
- Massimo Corvo in Senza esclusione di colpi, Baywatch
- Glauco Onorato in Assalto all'isola del Diavolo, Assalto alla montagna della morte
- Renato Mori in Rocky III
- Silvio Anselmo in A-Team
- Paolo Buglioni in Gremlins 2 - La nuova stirpe
- Fabrizio Pucci in Caccia al tesoro
- Saverio Indrio in Walker Texas Ranger

Da doppiatore è sostituito da:
- Roberto Draghetti in China, IL, American Dad!
- Alessandro Rossi in Gnomeo e Giulietta
- Nanni Baldini in Robot Chicken

### Annotazioni
1. ↑  L'ultimo regno di Hogan è stato quando il titolo era noto come Undisputed WWF Championship. Il titolo è stato rinominato Undisputed WWE Championship il 6 maggio 2002 dopo che la World Wrestling Federation cambiò nome in World Wrestling Entertainment.

### Fonti
1. 1 2  (EN) Amended Complaint (PDF), su s3.documentcloud.org. URL consultato il 29 luglio 2025 (archiviato dall'url originale l'11 gennaio 2023).
2. 1 2 3 4 5 6 7 8 9 10  (EN) Hulk Hogan su cagematch.net, su cagematch.net. URL consultato l'8 febbraio 2021.
3. ↑  (EN) Hulk Hogan su profightdb.com, su profightdb.com. URL consultato l'8 febbraio 2021.
4. 1 2 3  (EN) Hulk Hogan Dead at 71, su tmz.com, 24 luglio 2025. URL consultato il 24 luglio 2025.
5. 1 2 3 4  (EN) Bio su wwe.com, su wwe.com. URL consultato l'8 febbraio 2021.
6. ↑  (EN) Bio su wwe.com, su wwe.com.
7. ↑  (EN) Pro Wrestling Illustrated's Top 500 Wrestlers of the PWI Years, su 100megsfree4.com. URL consultato il 14 marzo 2009 (archiviato dall'url originale il 7 luglio 2011).
8. ↑  (EN) WWE Championship, su wwe.com.
9. ↑  (EN) LOOKING AT HULK HOGAN'S CAREER PART ONE, su pwinsider.com. URL consultato il 27 luglio 2025.
10. ↑  (EN) Safiyah Riddle, Hulk Hogan's death resurfaces painful contradictions for Black wrestling fans, su apnews.com, 25 luglio 2025. URL consultato il 27 luglio 2025.
11. ↑   Hulk Hogan Biography (1953-).
12. ↑  Libro Hollywood Hulk Hogan, autobiografia scritta da Hulk Hogan nel 2002 che. Alla pagina 66, Hogan afferma di avere sangue italiano, in quanto sua madre è italiana-francese-panamese e suo padre italiano.
13. ↑  (EN) Peter Bollea Sr., su geni.com. URL consultato l'8 luglio 2017.
14. ↑  (EN) Non solo Madonna: da Bradley Cooper ad Hulk Hogan a Susan Sarandon. 20 star dalle origini italiane (inaspettate), su corriere.it. URL consultato l'8 luglio 2017.
15. 1 2  (EN) Patrick Jones, Hulk Hogan, su findarticles.com, 2002. URL consultato il 26 marzo 2008.
16. ↑  Hogan, Hulk (2009). My Life Outside the Ring. St. Martin's Press, p. 45, ISBN 978-0-312-58889-2.
17. ↑  (EN) Hulk Hogan, My Life Outside the Ring, St. Martin's Press, 2009,  pp. 45, ISBN 978-0-312-58889-2.
18. ↑  (EN) Hulk Hogan, My Life Outside the Ring, St. Martin's Press, 2009,  pp. 24–25, ISBN 978-0-312-58889-2.
19. ↑  (EN) Old School Wrestling — Florida, su oldschool-wrestling.com (archiviato dall'url originale il 29 ottobre 2006).
20. 1 2  (EN) Hulk Hogan, My Life Outside the Ring, St. Martin's Press, 2009,  pp. 61–62, ISBN 978-0-312-58889-2.
21. ↑  (EN) Hulk Hogan, My Life Outside the Ring, St. Martin's Press, 2009,  p. 67, ISBN 978-0-312-58889-2.
22. ↑  (EN) Hulk Hogan, My Life Outside the Ring, St. Martin's Press, 2009,  p. 75, ISBN 978-0-312-58889-2.
23. ↑  (EN) Hulk Hogan, My Life Outside the Ring, St. Martin's Press, 2009,  p. 76, ISBN 978-0-312-58889-2.
24. ↑  (EN) Hulk Hogan, My Life Outside the Ring, St. Martin's Press, 2009,  p. 77, ISBN 978-0-312-58889-2.
25. ↑  (EN) Hulk Hogan dead: Pro-wrestler was 71, su hollywoodreporter.com. URL consultato il 24 luglio 2025.
26. ↑  The Greatest Superstars of the 1980s DVD.
27. ↑  (EN) Hulk Hogan made his WWE debut 40 years ago this November, su cagesideseats.com, 16 settembre 2019. URL consultato il 1° agosto 2025.
28. ↑  (EN) Ted DiBiase vs. Hulk Hogan: December 17, 1979, su wwe.com. URL consultato il 1° agosto 2025.
29. ↑  (EN) Risultati degli show WWF nel 1980, su angelfire.com. URL consultato il 26 marzo 2008 (archiviato dall'url originale il 17 aprile 2007).
30. ↑  (EN) When Hulk Hogan “traumatised” Sylvester Stallone on the set of ‘Rocky III’: “The hardest I was ever hit”, su faroutmagazine.co.uk, 26 luglio 2025. URL consultato il 1° agosto 2025.
31. ↑  (EN) 10 Things Wrestling Fans Should Know About Hulk Hogan's Time In The AWA, su thesportster.com, 2 dicembre 2022. URL consultato il 1° agosto 2025.
32. 1 2  (EN) The 1st International Wrestling Grand Prix Championship Tournament, su wrestling-titles.com. URL consultato il 26 marzo 2008.
33. 1 2  (RM) INTERNATIONAL WRESTLING GRAND PRIX CHAMPIONSHIP TOURNAMENT, su wrestling-titles.com. URL consultato il 9 febbraio 2019 (archiviato dall'url originale il 20 agosto 2018).
34. ↑  (EN) Wrestlingdata.com - The World's Largest Wrestling Database, su wrestlingdata.com. URL consultato il 9 gennaio 2019.
35. ↑  (EN) Hulk Hogan and the AWA Championship: What If He Won?, su prowrestlingstories.com, 21 dicembre 2023. URL consultato il 1° agosto 2025.
36. 1 2  (EN) Risultati degli show WWF nel 1984, su angelfire.com. URL consultato il 16 marzo 2008 (archiviato dall'url originale il 1º febbraio 2003).
37. ↑   1985 Marvel/Hulk Hogan/Titan Sports Contract - Wwe - Entertainment, su scribd.com.
38. ↑   When Hulk Hogan and Marvel Collided, in Red-Headed Mule, 4 aprile 2014.
39. ↑   Someone Bought This: Hulk Hogan Vs. The Incredible Hulk in an epic battle of The Hulks!, su wrestlecrap.com, 26 giugno 2014.
40. ↑  (EN) "Mr. Wonderful" Paul Orndorff & "Rowdy" Roddy Piper w/ Cowboy Bob Orton vs. Hulk Hogan & Mr. T w/ "Superfly" Jimmy Snuka, su wwe.com. URL consultato il 16 marzo 2008 (archiviato dall'url originale il 31 marzo 2008).
41. ↑  (EN) WrestleMania III > Main Event, su wwe.com. URL consultato il 16 marzo 2008.
42. ↑  (EN) Albo d'oro WWE Title, su tuttowrestling.com. URL consultato il 28 gennaio 2011 (archiviato dall'url originale il 23 dicembre 2010).
43. ↑  (EN) WrestleMania IV > Main Event, su wwe.com. URL consultato il 16 marzo 2008 (archiviato dall'url originale il 29 marzo 2008).
44. ↑  (EN) WrestleMania V > Main Event, su wwe.com. URL consultato il 16 marzo 2008 (archiviato dall'url originale il 27 marzo 2008).
45. ↑  (EN) WrestleMania VI > Main Event, su wwe.com. URL consultato il 17 marzo 2008 (archiviato dall'url originale il 27 marzo 2008).
46. ↑  (EN) WrestleMania VII > Main Event, su wwe.com. URL consultato il 20 marzo 2008 (archiviato dall'url originale il 31 marzo 2008).
47. ↑  (EN) WrestleMania VIII > Main Event, su wwe.com. URL consultato il 20 marzo 2008 (archiviato dall'url originale il 29 marzo 2008).
48. ↑  (EN) WrestleMania IX > Main Event, su wwe.com. URL consultato il 20 marzo 2008 (archiviato dall'url originale il 25 dicembre 2007).
49. ↑  (EN) Simon Rothstein, Hogan: I thank God I'm alive, su thesun.co.uk, 4 agosto 2007. URL consultato il 4 agosto 2007.
50. 1 2  (EN) John Powell, Hollywood Hogan retires, su slam.canoe.ca, 27 novembre 1998. URL consultato il 22 marzo 2008 (archiviato dall'url originale il 13 ottobre 2007).
51. ↑  (EN) Blackjack Brown, No more Hulkamania? No way, su findarticles.com, 16 luglio 2000. URL consultato il 25 marzo 2008.
52. 1 2 3 4  (EN) Blackjack Brown, No Hulk means no chance of 20th anniversary rematch, su findarticles.com, 6 luglio 2003. URL consultato il 2 aprile 2007 (archiviato dall'url originale l'11 novembre 2007).
53. ↑   Khalid Mahmood e Malik Umar, Why Hulk Hogan Almost, But Didn't Sign With TNA In 2003, Explained, su The Sportster, 26 settembre 2022. URL consultato il 16 giugno 2025.
54. ↑  (EN) Sylvester Stallone to Induct Hulk Hogan into WWE Hall of Fame on Eve of Wrestle ..., su corporate.wwe.com, 21 marzo 2005. URL consultato il 9 giugno 2023.
55. ↑  (EN) 2005 WWE Hall of Fame Ceremony Report – Hulk Hogan!, su wrestlezone.com, 3 aprile 2005. URL consultato il 22 agosto 2015.
56. ↑  (EN) Heartbreaker, 4 luglio 2005. URL consultato il 2 aprile 2008.
57. ↑  (EN) HBK challenges Hogan for SummerSlam, 11 luglio 2005. URL consultato il 2 aprile 2008.
58. ↑  (EN) Cena overcomes the odds, 18 luglio 2005. URL consultato il 2 aprile 2008.
59. ↑   WWE.com (archiviato dall'url originale il 15 luglio 2007). - SummerSlam 2005, 20 agosto 2005
60. ↑   WWE.com. - SummerSlam 2006, August 20, 2006.
61. ↑  (EN) Hulk Hogan Signs With TNA, su uk.tv.ign.com. URL consultato il 25 febbraio 2011.
62. ↑  (EN) Wade Keller, Keller's TNA Impact Report 10/29: Examining the Hulk Hogan announcement, Sabin controversy, Wolfe vs. Angle, Joe-Styles-Daniels hype, su pwtorch.com, 3 novembre 2009. URL consultato il 18 dicembre 2009.
63. ↑  (EN) Hulkamania: Let the Battle Begin, su premier.ticketek.com.au. URL consultato il 5 novembre 2009.
64. ↑  (EN) Brad Elborough, Hulk Hogan downs Ric Flair in Burswood bout, su perthnow.com.au, 25 novembre 2009.
65. ↑  (EN) HULK HOGAN ANNOUNCES TNA VS. WWE IN JANUARY, su pwinsider.com. URL consultato il 25 febbraio 2011.
66. ↑  (EN) Monday Night Wars to return, in The Sun.
67. ↑  (EN) Simon Rothstein, Hulk's job is to get TNA over, su perthnow.com.au, 3 gennaio 2010.
68. ↑  (EN) News about Silicon Valley Companies, Technology Innovations, and Other Cool Stuff – Tech Times, su techtimes.com. URL consultato il 18 luglio 2015.
69. ↑  (EN) WWE: Hulk Hogan Wants One Last Title Run — Should He Get It?, su inquisitr.com. URL consultato il 18 luglio 2015.
70. ↑  (EN) Hulk Hogan, Chris Jericho, Paige and Daniel Bryan headline new season of WWE Tough Enough, su wwe.com, 7 maggio 2015. URL consultato il 7 maggio 2015 (archiviato dall'url originale il 9 maggio 2015).
71. 1 2  (EN) Lindsay Kimble, Hulk Hogan Apologizes for 'Unacceptable' Racist Rant as He Is Scrubbed from WWE Hall of Fame, su people.com. URL consultato il 25 luglio 2015 (archiviato dall'url originale il 24 luglio 2015).
72. ↑  (EN) BREAKING NEWS: Comunicato ufficiale della WWE su Hulk Hogan, su zonawrestling.net, 24 luglio 2015. URL consultato il 24 luglio 2015 (archiviato dall'url originale il 24 luglio 2015).
73. ↑  (EN) Marc Middleton, Hulk Hogan's Lawyer Threatens Legal Action Over Leak, Who They Are Suspicious Of, More, su wrestlinginc.com, 24 luglio 2015. URL consultato il 24 luglio 2015.
74. ↑  (EN) Hulk Hogan: WWE ends contract with Hall of Fame wrestler - More Sports - SI.com, su si.com. URL consultato il 24 luglio 2015.
75. ↑  (EN) Matt Bonesteel, WWE terminates Hulk Hogan’s contract, erases him from Web site (updated), su washingtonpost.com, 24 luglio 2015. URL consultato il 24 luglio 2015.
76. ↑  (EN) Hulk Hogan Racist Scandal — Pro Wrestling Icon Caught On Tape Saying N-Word In Bigoted Rant About Daughter Brooke’s Dating - Radar Online, su radaronline.com. URL consultato il 24 luglio 2015.
77. ↑  (EN) Lindsay Kimble, Hulk Hogan Apologizes for 'Unacceptable' Racist Rant as He Is Scrubbed from WWE Hall of Fame, su people.com. URL consultato il 25 luglio 2015.
78. ↑  (EN) Hulk Hogan protagonista di numerose gaffe su Twitter, su tuttowrestling.com. URL consultato il 27 luglio 2015 (archiviato dall'url originale il 29 luglio 2015).
79. ↑  (EN) Moore, Hulk Hogan Fall-Out - Major Retailers Pull Merchandise, Update - Mattel halting production, su pwtorch.com, 28 luglio 2015. URL consultato il 29 luglio 2015.
80. ↑  (EN) Nick Paglino, TNA Wrestling Begins Pulling Hulk Hogan, su wrestlezone.com, 24 luglio 2015. URL consultato il 24 luglio 2015.
81. ↑  (EN) Parole discriminatorie di Hulk Hogan anche sui gay, su tuttowrestling.com. URL consultato il 28 luglio 2015 (archiviato dall'url originale il 29 luglio 2015).
82. ↑  (EN) Matt Bonesteel, WWE terminates Hulk Hogan's contract, erases him from Web site (updated), in The Washington Post, 24 luglio 2015. URL consultato il 24 luglio 2015 (archiviato dall'url originale il 24 luglio 2015).
83. 1 2  (EN) Hulk Hogan Racist Scandal — Pro Wrestling Icon Caught On Tape Saying N-Word In Bigoted Rant About Daughter Brooke's Dating – Radar Online, su radaronline.com, 24 luglio 2015. URL consultato il 24 luglio 2015 (archiviato dall'url originale il 24 luglio 2015).
84. ↑  (EN) Sam Rigby, Hulk Hogan is under fire again after more racially-charged comments emerge, su digitalspy.co.uk, 30 luglio 2015. URL consultato il 2 agosto 2015.
85. ↑  (EN) Sam Rigby, Hulk Hogan is under fire again after more racially-charged comments emerge, su digitalspy.co.uk, 30 luglio 2015. URL consultato il 2 agosto 2015 (archiviato dall'url originale il 1º agosto 2015).
86. ↑  (EN) Natasha Singh, Hulk Hogan on Racial Slur Scandal: 'Please Forgive Me ... People Get Better', su gma.yahoo.com, 31 agosto 2015. URL consultato il 30 settembre 2015 (archiviato dall'url originale il 1º ottobre 2015).
87. ↑  (EN) Jennifer Titus, Hulk Hogan under fire after slamming neighborhood on national TV, su wtsp.com, 31 agosto 2015. URL consultato il 30 settembre 2015 (archiviato dall'url originale il 30 settembre 2015).
88. ↑   WWE Legend Virgil – The Hulk Hogan I Knew Was Not Racist, su tmz.com, 24 luglio 2014 (archiviato dall'url originale il 26 ottobre 2015).
89. ↑  (EN) dennisrodman, I've known @HulkHogan for 25 years. Here he is hanging with Kylin in NJ. There isn't a racist bone in that mans body. (Tweet), su X, 24 luglio 2015.
(EN) dennisrodman, Lets lend our support to the Hulkster @HulkHogan who most certainly is not a racist (Tweet), su X, 24 luglio 2015.
90. ↑  (EN) Jonathen Jansen, Kamala Supports Hulk Hogan, su wrestlezone.com, 28 luglio 2015 (archiviato dall'url originale il 30 luglio 2015).
91. ↑  (EN) Nick Paglino, Mark Henry Issues Statement On Hulk Hogan Comments, su wrestlezone.com, 24 luglio 2015 (archiviato dall'url originale il 1º novembre 2015).
92. ↑  (EN) Greg Gilman, Hulk Hogan N-Word Scandal: Wrestler Booker T Is 'Shocked By the Statements', su thewrap.com, 24 luglio 2015 (archiviato dall'url originale l'8 dicembre 2015).
93. ↑  (EN) Dwayne Johnson on Hulk Hogan Racist Rant: 'We've All Talked Trash', su etonline.com, 31 luglio 2015. URL consultato il 4 settembre 2019.
94. ↑  (EN) Dennis Rodman Defends Hulk Hogan After WWE Termination, su cinemablend.com, 25 luglio 2015. URL consultato il 4 settembre 2019.
95. ↑  (EN) Booker T Says Hulk Hogan Belongs Back In WWE, su tmz.com. URL consultato il 4 settembre 2019.
96. ↑  (EN) Jason King, The Ugandan Giant, Kamala, Responds to Former Foe Hulk Hogan's Racist Remarks, su bleacherreport.com. URL consultato il 4 settembre 2019.
97. ↑  (EN) Christopher Bucktin, Alistair McGeorge e Claire Rutter, Hulk Hogan's friend and fellow WWE legend Virgil defends star, su mirror.co.uk, 24 luglio 2015. URL consultato il 4 settembre 2019.
98. ↑  (EN) Adarsh Ojha, Are Hulk Hogan and Mr. T Still Friends Despite Former's Controversial and Highly Criticized Comments?, su essentiallysports.com, 22 maggio 2022. URL consultato il 17 giugno 2022.
99. ↑  (EN) Mark Henry On What He Told Hulk Hogan Backstage At WWE Extreme Rules, su wrestlinginc.com, 17 luglio 2018. URL consultato il 4 settembre 2019.
100. ↑  (EN) Big E Offers His Blessing for Hulk Hogan Redemption After Apology at WrestleMania 35, su thebiglead.com, 8 aprile 2019. URL consultato il 4 settembre 2019.
101. ↑  (EN) Elijah Burke on Instagram: "Pope's unfiltered thoughts on Hulk Hogan's Reinstatement into the WWE Hall Of Fame (Full Read on Facebook.com/ElijahBurke): If someone had…", su instagram.com. URL consultato l'8 gennaio 2019 (archiviato dall'url originale il 4 aprile 2023).
102. 1 2  (EN) Luke Winkie, Everyone Hated Hulk Hogan, su slate.com, 24 luglio 2025.
103. ↑  (EN) WWE: New Day issue statement on Hulk Hogan's return to the company, su skysports.com.
104. ↑  (EN) WWE: Titus O'Neil questions Hulk Hogan return to Hall of Fame, su skysports.com.
105. ↑  (EN) Titus O'Neil comments on Hulk Hogan's apology to WWE roster, su f4wonline.com, 19 luglio 2018.
106. ↑  Shelton Benjamin responds to Hulk Hogan calling him by the wrong name - WWE News, WWE Results, AEW News, AEW Results
107. ↑  Mark Henry Not Surprised Fans Booed Hulk Hogan At Raw Premiere In L.A.
108. ↑  (EN) Hulk Hogan: Black WWE stars weigh in on his Hall of Fame reinstatement, su bbc.com, 19 luglio 2018.
109. ↑  (EN) Kel Dansby, Hulk Hogan and the ugliness that changed everything, su sports.yahoo.com, 24 luglio 2025.
110. ↑  JTG On Hulk Hogan: "I Can't Forgive You For Admitting You're Racist"
111. ↑  Mark Henry Not Surprised Fans Booed Hulk Hogan at Raw Premiere in L.A.
112. ↑  (EN) WWE.com Staff, Hulk Hogan reinstated into WWE Hall of Fame, su wwe.com, 16 luglio 2018.
113. ↑  (EN) Hulk Hogan makes his return to WWE as host of Crown Jewel event in Saudi Arabia, su cbssports.com. URL consultato il 2 novembre 2018.
114. ↑  (EN) Team Hogan Vs. Team Flair Confirmed for WWE Crown Jewel 2019, su whatculture.com, ottobre 2019.
115. ↑  (EN) Arash Markazi, Column: Hulk Hogan hopes to return for one final WWE match at WrestleMania, su latimes.com, 7 ottobre 2019. URL consultato il 30 luglio 2020.
116. ↑  (EN) Hulk Hogan Makes A Surprise Appearance On 'WWE Raw' & Fans Go Wild: Watch, su msn.com. URL consultato il 24 gennaio 2023.
117. ↑  (EN) The dawn of Hulkamania: Raw highlights, Jan. 22, 2024. URL consultato il 24 gennaio 2024 (archiviato dall'url originale il 24 gennaio 2024).
118. ↑  (EN) Richard Pollina, Hulk Hogan gets viciously booed on WWE Raw's Netflix debut, 7 gennaio 2025. URL consultato il 7 gennaio 2025.
119. ↑  (EN) Christopher Paul, "Rare Occasion Sees Hulk Hogan Reflect on the Dark Tormenting Past of His Brother's Family", su essentiallysports.com, 28 luglio 2023. URL consultato il 14 marzo 2024.
120. ↑  Ree Hines (28 febbraio 2008).  Hulk Hogan cheated with Brooke's BFF.. MSNBC. accesso 2009-06-06.
121. ↑   Hulk Hogan Cheated On His Wife With Daughter's Pal! Anything Hollywood – Celebrity Gossip, Pictures and News (archiviato dall'url originale il 3 marzo 2008).
122. ↑   Hulk and Wife Headed for Divorce Court.. 23 novembre 2007 TMZ.com. accesso 2007-11-23.
123. ↑   Linda Hogan: Hulk's Affair Killed Our Marriage - E! Online.
124. ↑  (EN) Chris De Leon, Linda Hogan Blames Christiane Plante for Failed Marriage with Hulk, in E!News, 7 novembre 2008. URL consultato il 23 febbraio 2009 (archiviato dall'url originale il 14 febbraio 2009).
125. ↑   WWE wrestling legend Hulk Hogan contemplated committing suicide.
126. ↑   Hulk Hogan, 70 anni, si è sposato con un’insegnante di yoga 25 anni più giovane. Anelli da 500.000 dollari, su repubblica.it, 26 settembre 2023. URL consultato il 22 ottobre 2024.
127. ↑  (EN) Hulk Hogan Leans on His Faith, su beliefnet.com, 17 aprile 2009.
128. ↑  (EN) Michael Gryboski, Hulk Hogan, wife get baptized at Florida church: 'Only love', su christianpost.com, 21 dicembre 2023. URL consultato il 29 dicembre 2023.
129. ↑   www.truemetal.it (archiviato dall'url originale il 19 aprile 2014). - Metallica, quella volta che Hulk Hogan stava per entrare nel gruppo
130. ↑  (EN) Lars Ulrich Doesn't Recall Offering Hulk Hogan a Spot in Metallica, su loudwire.com. URL consultato il 29 luglio 2025.
131. ↑   Hulk Hogan, il garage che fa invidia al Salone dell'auto di Torino: aveva dei modelli davvero unici, su quattromania.it. URL consultato il 28 luglio 2025.
132. ↑  (EN) Time Specials, su time.com. URL consultato il 9 maggio 2012 (archiviato dall'url originale il 10 maggio 2012).
133. ↑  (EN) Hulk Hogan's Pastamania! - 14 lowbrow ideas that failed, su money.ca.msn.com. URL consultato il 9 maggio 2012 (archiviato dall'url originale il 12 febbraio 2011).
134. ↑  (EN) Hogan's Beach Shop, su hogansbeachshop.com.
135. ↑  (EN) Hulk Hogan launches 'Real American Beer' lager brand in 4 states with 13 more planned, su eu.usatoday.com. URL consultato il 10 gennaio 2025.
136. ↑  (EN) Tim Balk, Why Hulk Hogan Is Speaking at the Republican National Convention, in The New York Times, 19 luglio 2024, ISSN 0362-4331 (WC · ACNP). URL consultato il 19 luglio 2024.
137. ↑  (EN) Natasha Dye e Alex Ross, Hulk Hogan's Cause of Death Revealed 1 Week After Wrestler Died at 71, in People, 31 luglio 2025. URL consultato il 31 luglio 2025.
138. ↑  (EN) Anna Caplan Lazarus, Hulk Hogan Revealed to Have Leukemia Before His Death at 71, in People, 31 luglio 2025. URL consultato il 31 luglio 2025.
139. ↑  (EN) Hulk Hogan dies at 71: Wrestling stars, celebrities and more react, su abcnews.go.com. URL consultato il 25 luglio 2025.
140. ↑  (EN) Legendary WWE Hall of Famer Hulk Hogan passes away, su wwe.com, 24 luglio 2025. URL consultato il 30 luglio 2025.
141. ↑  (EN) Jeremy Thomas, NJPW Issues Statement On Hulk Hogan's Passing, su 411mania.com. URL consultato il 25 luglio 2025.
142. ↑  (EN) Jeremy Thomas, TNA Pays Tribute To Hulk Hogan On Impact, su 411mania.com. URL consultato il 25 luglio 2025.
143. ↑  (EN) Hulk Hogan funeral in Largo: ‘Even in heaven, he sold out again’, su Tampa Bay Times. URL consultato il 6 agosto 2025.
144. 1 2   Hulk Hogan Laid to Rest in Private Funeral in Florida, People, 5 agosto 2025. URL consultato il 5 agosto 2025.
145. ↑   Hulk Hogan, la figlia Brooke non partecipa al funerale e affida l'ultimo saluto ai social: «Non l'avrebbe voluto», su ilmessaggero.it, 6 agosto 2025. URL consultato il 7 agosto 2025.
146. ↑   Brittany Miller, Hulk Hogan's daughter posts about 'questions' over his death on day of his funeral, in The Independent, 5 agosto 2025. URL consultato il 5 agosto 2025.
147. ↑  (EN) Wrestlers Managed by Classy Freddie Blassie, su listchallenges.com. URL consultato il 2 novembre 2022.